# História de Macau
A história de Macau tem pelo menos 600 anos. É muito rica e diversificada porque Macau, desde a chegada dos portugueses no século XVI, foi sempre uma importante porta de acesso para a entrada da civilização ocidental na China, contactando com a civilização chinesa, e vice-versa. Este pequeno território proporcionou uma importante plataforma para o intercâmbio de culturas ocidentais e orientais, que moldou uma identidade própria para Macau.
Macau já era povoada por pescadores e camponeses chineses quando os portugueses estabeleceram-se em 1557 nesta localidade. Eles, ocupando gradualmente Macau, rapidamente trouxeram prosperidade a este pequeno pedaço de terra que se localiza junto à foz do Rio das Pérolas, tornando-a numa grande cidade comercial. Macau é considerado o primeiro entreposto europeu em solo chinês e tinha um grande valor, principalmente ao nível comercial e estratégico, para os portugueses porque era um importante intermediário no comércio entre a China, a Europa e o Japão.
Mesmo atacado várias vezes por outras potências europeias, nomeadamente pelos holandeses, esta cidade chegou a um maior desenvolvimento durante os finais do século XVI e os inícios do século XVII. Durante o século XIX, porém, Macau começou a entrar rapidamente em declínio por causa do estabelecimento de Hong-Kong pelos ingleses. Esta nova colónia britânica cedo tornou-se no porto ocidental mais importante da China. Mesmo assim, Macau, em 1865, construiu o primeiro farol do mar do Sul da China, o Farol da Guia. Só em 1887 é que a China reconheceu oficialmente a soberania e a ocupação perpétua portuguesa sobre Macau, através do Tratado de Amizade e Comércio Sino-Português.
Em 1901, o Governo de Macau, querendo criar a sua própria moeda oficial, autorizou o Banco Nacional Ultramarino (BNU) a emitir notas com a denominação de patacas. As primeiras notas impressas começaram a entrar em circulação em 1906 e 1907. A partir de 1995, o Banco da China passou também a ser responsável pela emissão de notas.
Esta colónia portuguesa não foi invadida pelas tropas japonesas, evitando assim os grandes horrores da Segunda Guerra Mundial. Após a implantação da República Popular da China (1949), esta cidade experimentou alguns incidentes e motins provocados pelos chineses residentes pró-comunistas que queriam reunir Macau à China. Estes incidentes, principalmente o Motim 1-2-3 levantado pelos residentes chineses pró-comunistas de Macau no dia 3 de Dezembro de 1966, forçou Portugal a renunciar a sua ocupação perpétua sobre Macau. Em 1987, após intensas negociações entre Portugal e a República Popular da China e através da Declaração Conjunta Sino-Portuguesa sobre a Questão de Macau, os dois países concordaram que Macau iria passar de novo à soberania chinesa no dia 20 de Dezembro de 1999, tornando-se numa Região Administrativa Especial.
Macau, além de ser o primeiro entreposto europeu na China, foi também a última colónia europeia na China.

## Até ao século XVI

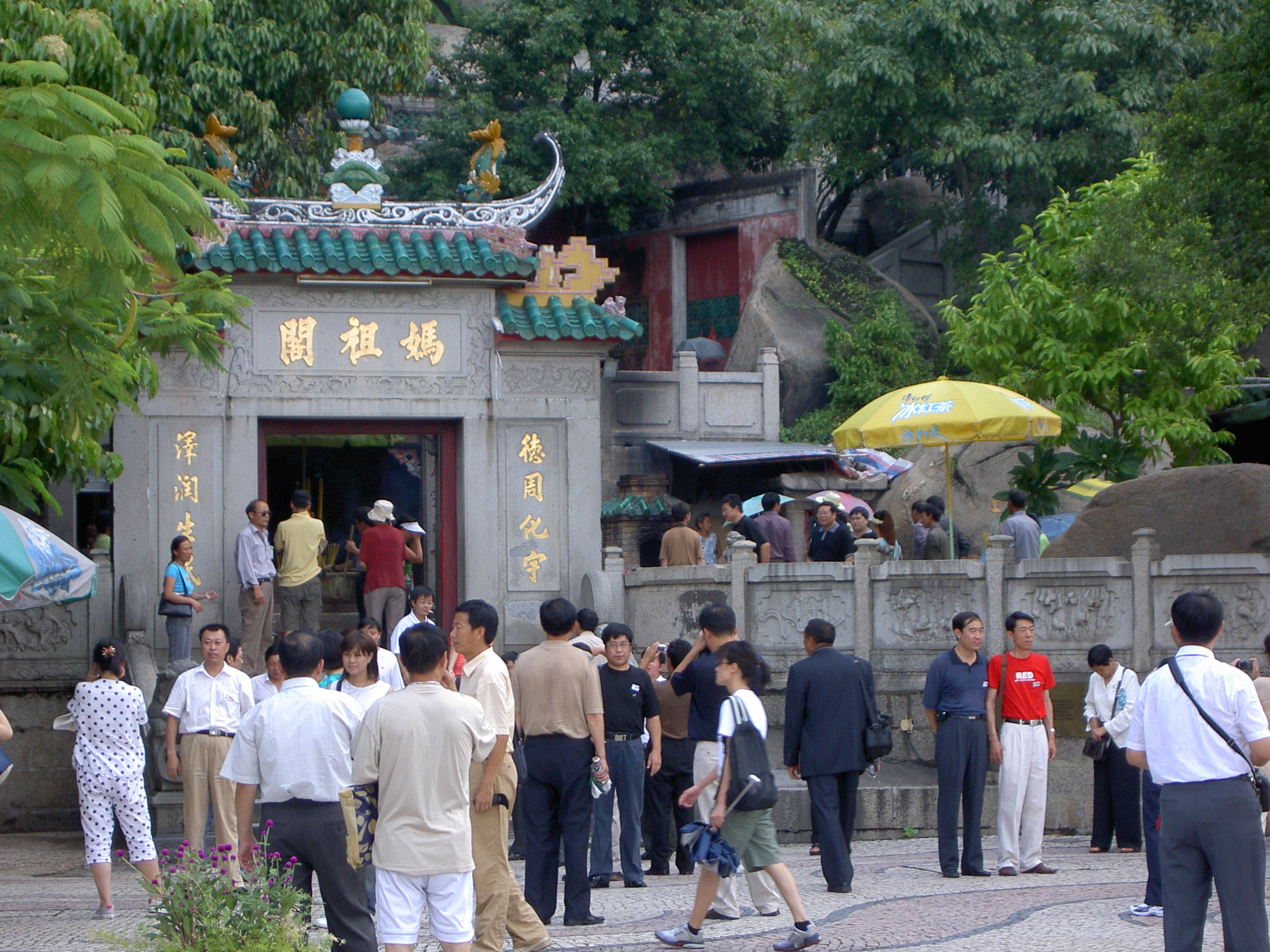
Porta principal do Templo de A-Má.

Através de estudos arqueológicos, descobriu-se muitos artefactos que apontam que os chineses já se estabeleceram em Macau há entre 4000 e 6000 anos atrás e em Coloane há 5000 anos atrás.
Segundo certos registos históricos, navios mercantes chineses de Cantão que comerciavam com povos do Sudeste Asiático paravam muitas vezes em Macau ou perto dele para se abastecerem de água e de comida, pelo menos a partir do século V.
Em 1277, cerca de 50000 apoiantes e alguns membros da Dinastia Song, fugindo dos invasores mongóis, chegaram a Macau e construíram várias povoações, sendo a maior e a mais importante delas, a Aldeia Mong Há, localizada na região de Mong-Há (que se localiza no Norte de Macau). Pensa-se que o templo mais antigo de Macau, o Templo de Kun Iam (Deusa da Misericórdia), localizava-se precisamente em Mong-Há.
Durante a Dinastia Ming, muitos pescadores oriundos de Cantão e de Fujian estabeleceram-se em Macau e foram eles que construíram o Templo de A-Má.

## Macau Português
Macau foi uma colónia e, posteriormente, uma província ultramarina sob administração portuguesa de 1557 a 1999. Foi, também, uma das primeiras e a última colónia europeia na China.

### A chegada dos portugueses no Sudeste da China
O primeiro português a chegar e visitar o Sudeste da China foi Jorge Álvares, em 1513, durante a Era dos Descobrimentos. Ele levantou um padrão com as armas de Portugal no porto de Tamau, localizado numa ilha vizinha de Sanchuão (ou Sanchoão), na foz do Rio das Pérolas, perto de Macau. A esta visita seguiu-se o estabelecimento ilegal e provisório na área de inúmeros comerciantes portugueses, construindo edifícios de apoio em madeira que  iriam ser destruídos quando os comerciantes, acabados de fazer os seus negócios, partiam. Os portugueses ainda não eram autorizados de permanecer, obtendo somente o estatuto de visitante.
Em 1517, Fernão Pires de Andrade, o chefe de uma expedição portuguesa com destino à China, conseguiu negociar com as autoridades chinesas de Cantão a entrada do embaixador português Tomé Pires a Pequim e o estabelecimento de uma feitoria em Tamau. Mas, devido às atitudes bárbaras de seu irmão Simão de Andrade (ele construiu uma fortaleza em Tamau e começou a atacar os barcos chineses), Tomé Pires foi preso e morto pelas autoridades chinesas de Pequim e o Imperador chinês proibiu o comércio com os portugueses. Apesar desta ordem imperial, os comerciantes portugueses continuaram a sua actividade lucrativa e os mandarins da zona, subornados com dádivas, permitiu, ilegalmente, aos portugueses instalarem-se na ilha de Sanchuão para continuarem o seu negócio.
Em 1542, os portugueses, que já frequentavam as costas orientais da China, estabeleceram-se em Liam Pó. Mas, em 1545, por imprudência dum dos moradores, esta comunidade, que na altura tinha cerca de 3 mil habitantes, foi arrasada por 60 mil chineses em apenas 5 horas. Os portugueses, derrotados, tentaram estabelecerem-se em Chin-Cheu, mas foram expulsos novamente em 1549.
Eles voltaram a Tamau e às ilhas de Sanchuão e de Lampacau para operarem as suas lucrativas transacções comerciais. Eles inclusivamente começaram a travar relações comerciais com os chineses do porto de Hou-Quiang (Macau).

### Origem do estabelecimento português de Macau
Macau, mesmo naquela altura já habitada por algumas povoações de chineses (na sua maioria pescadores), floresceu com a chegada dos portugueses.
Os portugueses desembarcaram em Macau entre 1553 e 1554, sob o pretexto de secar a sua carga. As autoridades chinesas, em 1557, autorizaram finalmente os portugueses de estabelecerem-se permanentemente em Macau e concedeu também um considerável grau de auto-governação para eles. Vários historiadores, como  o famoso mercador sueco Anders Ljungstedt (1759 - 1835), defendem que os portugueses estabeleceram-se em Macau sem o conhecimento e a autorização do Imperador mas por meio do consentimento, da concessão e obviamente de subornos às autoridades locais e regionais e aos seus funcionários, os mandarins, de Cantão e da região próxima de Macau.
Segundo uma outra versão histórica sobre a origem do estabelecimento comercial português de Macau, esta autorização foi uma recompensa dada aos portugueses por estes terem contribuído de modo fulcral para a derrota dos piratas chineses liderados pelo célebre Tchang-si-lau (ou Ching Chi Lung). Estes bandidos violentos e selvagens pilharam, incendiaram e arruinaram vastas áreas da região de Cantão e espalharam terror não só nos campos mas também nas cidades. Eles operavam principalmente na região do Delta do Rio das Pérolas.
Independentemente das muitas versões sobre a sua origem, o certo é que nasceu o primeiro verdadeiro entreposto comercial europeu (depois cultural e religioso) entre o Ocidente e o Oriente no Sul da Península de Macau. O nome de Macau parece ter origem num dos primeiros locais acessados pelos portugueses, a Baía de A-Má (em cantonês, "A-Ma Gao"), nome esse que se deve à existência nessa baía de um templo em homenagem à deusa A-Má. A-Ma Gao se tornaria, Amacao, Macao e, por fim, Macau. Durante mais de 400 anos de história, Macau foi o baluarte da presença e cultura portuguesa no Oriente.

### Os primeiros tempos do estabelecimento

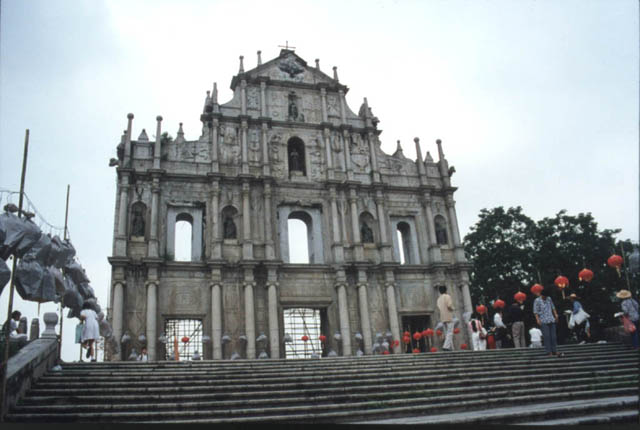
Ruínas da antiga Igreja de São Paulo, em Macau.

Nesses tempos antigos, o estabelecimento comercial português de Macau era somente uma pequena povoação com alguns quarteirões, igrejas e residências, unidas por um pequeno número de ruas. A maioria da população sobrevivia à custa do comércio, e por isso muitos deles abandonavam Macau durante meses e até algumas vezes durante anos, para realizar as suas lucrativas trocas comerciais. Naquela altura, tinha uma organização político-administrativa vagamente definida, visto que a Coroa portuguesa ainda não efectuou nenhum devido planeamento para Macau. Por isso, naquela altura, o Capitão-Mor das Viagens da China e do Japão era o responsável pelos assuntos dos portugueses, durante a sua estadia em Macau. Ele, como a única autoridade existente, procurava manter a ordem entre a gente portuguesa turbulenta e indisciplinada.
Com o tempo, foram surgindo assuntos cuja resolução não podia aguardar o regresso do Capitão-Mor das suas viagens ao Japão, por isso formou-se uma espécie de triunvirato, que passou a dirigir a administração do estabelecimento. Era composto por três representantes dos moradores, chamados homens-bons, escolhidos por votação. Em 1562, um dos eleitos passou a ser, por escolha, Capitão de Terra. Estes 3 representantes, mesmo assim, continuaram a estar dependentes do Capitão-Mor. Especificamente, a função destes 3 representantes era regular todas as questões de ordem pública e política. Além do triunvirato, existia também um juiz e 4 comerciantes eleitos pelo povo que participavam na administração. Estes elementos juntos formavam uma espécie de Junta oligárquica de comerciantes.
Apesar de os portugueses permanecerem em Macau, as autoridades chinesas defendiam que Macau era uma parte integrante do Império Celestial Chinês, por isso os portugueses foram obrigados de pagar aluguer anual (cerca de 500 taéis de prata) e certos impostos aos chineses, desde o ano de 1573. O Vice-Rei de Cantão, a autoridade chinesa máxima da região, ordenou que alguns mandarins das vizinhanças de Macau vigiassem e supervisionassem aquele estabelecimento comercial português, nomeadamente no que diz respeito à recolha da renda e dos impostos lançados pelas autoridades de Cantão sobre todos os produtos chineses e sobre todos os produtos exportados pelos portugueses. Estes funcionários chineses exerciam uma grande influência na administração de Macau e exerciam também controlo e jurisdição última sobre todos os chineses residentes em Macau Muitos deles habitavam no Norte da Península.
Em 1573 ou em 1574, as autoridades chinesas mandaram construir uma barreira na fronteira-norte da Península, num sítio muitíssimo próximo onde hoje se encontra o actual "Posto Fronteiriço das Portas do Cerco", para impedir a expansão dos portugueses pela ilha de Xiangshan (modernamente Zhongshan), para fiscalizar melhor a cobrança das taxas de mercadorias que entravam ou saiam da cidade e para controlar o abastecimento de Macau.
Mesmo com o levantamento de várias dificuldades e obstáculos à liberdade dos moradores de Macau pelas autoridades chinesas, Macau continuou a prosperar-se e a desenvolver-se.

#### O papel da Igreja Católica nesses primeiros tempos

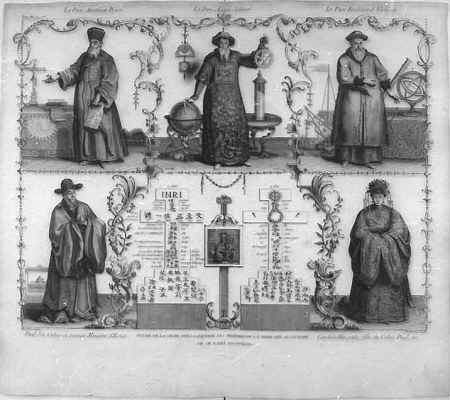
Uma ilustração da missão dos Jesuítas na China. Estes missionários, que estavam ao serviço do Padroado português, utilizaram Macau como ponto de partida e de formação.

Macau tornou-se também um importante ponto de partida de missionários católicos para os diferentes países da Ásia, nomeadamente a China e o Japão. Além da evangelização, estes missionários, principalmente os jesuítas promoveram também o intercâmbio ético, cultural e científico entre o Ocidente e o Oriente; e contribuíram de um modo importante para o desenvolvimento de Macau. D. Belchior Carneiro Leitão, o primeiro Governador do Bispado de Macau, fundou, em 1569, o primeiro hospital de Macau, o Hospital dos Pobres (mais tarde, irá chamar-se "Hospital de São Rafael"), e a primeira instituição europeia de caridade e beneficência desta região, a Santa Casa da Misericórdia. Estes religiosos católicos contribuíram também para o desenvolvimento da assistência social, criando orfanatos e até uma leprosaria, e da educação em Macau.
Foi fundada o Colégio de São Paulo no século XVI e o Seminário de São José no século XVIII. Estas duas instituições tinham a função de formar missionários e padres. Devido à grande importância de Macau, o Papa Gregório XIII criou a Diocese de Macau em 23 de Janeiro de 1576. Actualmente, o Seminário, devido à falta de vocações sacerdotais, encerrou-se e o Colégio foi destruído por um incêndio em 1835.
Por várias vezes, os jesuítas que frequentavam regularmente a Corte de Pequim, utilizando a sua influência, salvaram Macau de vários perigos e de várias exigências exageradas impostas pelas autoridades chinesas de Cantão ou pelo próprio Imperador.

### O comércio Goa-Malaca-China-Macau-Japão-Lisboa
Desde da sua fundação até à perda do comércio com o Japão no ano de 1639, Macau sobreviveu e prosperou-se à custa do comércio triangular China-Macau-Japão. Este lucrativo comércio, baseado na troca de seda e ouro da China por prata do Japão, teve o seu início quando, nos anos 1940 do século XVI, os mercadores portugueses começaram a vender os produtos chineses ao Japão. Passado apenas uma década, Macau tornou-se no entreposto e intermediário-chave no comércio entre a China e o Japão, especialmente quando as autoridades da China proibiram o comércio directo com o Japão por mais de cem anos. Nestas circunstâncias, os portugueses, mais precisamente a Coroa portuguesa, ganharam o monopólio do comércio entre a China, o Japão e a Europa.
A partir de 1550, este monopólio comercial foi exercido e assegurado pelo Capitão-Mor das Viagens da China e do Japão (ou, simplesmente, chamado de Capitão-Mor das Viagens do Japão) e ele gozava também do direito de ceder os seus privilégios a outrem.

### Macau durante o período da Dominação espanhola a Portugal (1580-1640)

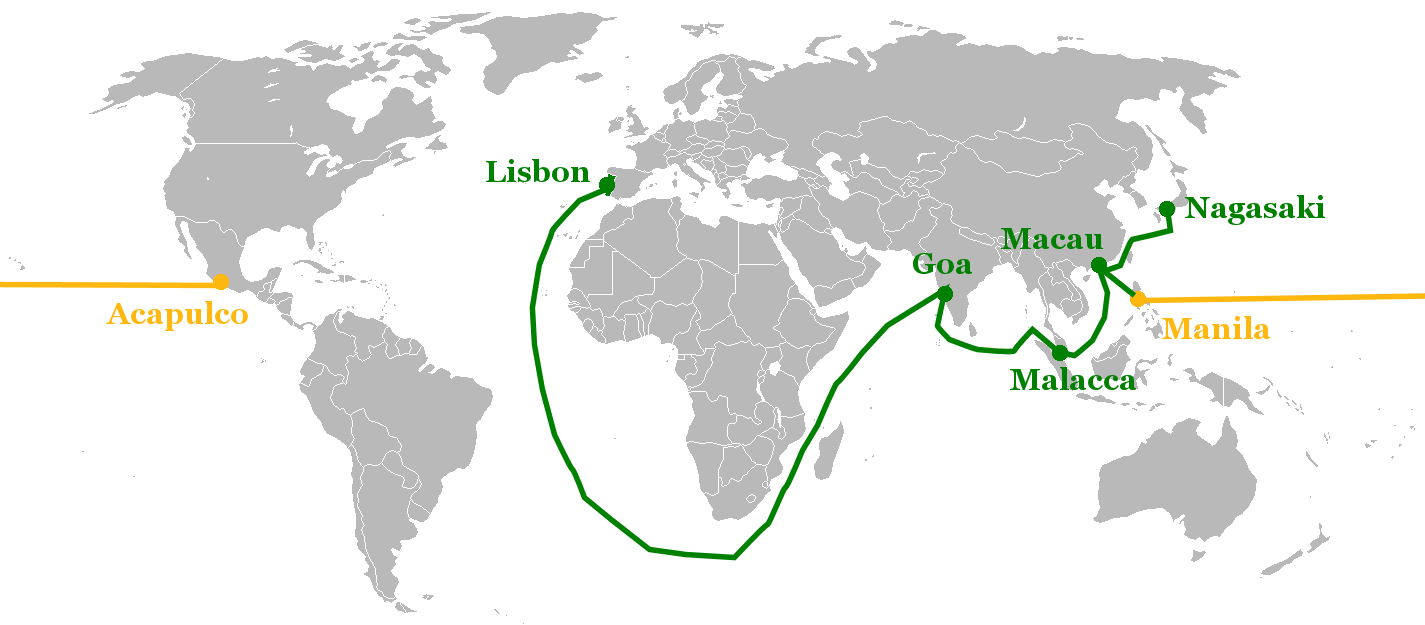
Mapa onde mostra Macau e a sua posição nas rotas comerciais portuguesas e espanholas, no seu período mais próspero (finais do século XVI e princípios do século XVII).

Em 1580, foi criado o cargo de Ouvidor, o primeiro magistrado enviado por Lisboa para Macau, sob o pretexto de pôr fim às rivalidades existentes na povoação. Em 1581, os moradores de Macau tiveram conhecimento da subida de Filipe II de Espanha ao trono de Portugal, que decorreu no ano de 1580. Esta notícia entristecia os cidadãos de Macau porque ela colocava Macau numa situação perigosa, visto que as autoridades chinesas tinham concedido Macau à Coroa portuguesa e não à Coroa espanhola. Os portugueses temiam serem assim expulsos pelas autoridades chinesas, perdendo o seu monopólio no comércio com a China. Foi principalmente por esta razão, mas também pelo espírito patriótico dos portugueses residentes, que a bandeira portuguesa foi içada durante este período.
O novo estado de coisas em Portugal teve por efeito o estabelecimento de uma administração mais organizada, eficaz e representativa. Em 1583, por iniciativa do Bispo de Macau, o Leal Senado, um organismo municipal e senatorial mais representativo do que a Junta oliguárquica, foi fundado para melhor desempenhar a administração de Macau e para manter a autonomia de Macau face às autoridades espanholas (em 1580, Portugal foi anexado pela Espanha). O Senado, que temia a interferência das autoridades chinesas na administração, na economia (principalmente no comércio) ou até mesmo no estatuto ou na própria existência de Macau (o Senado temia o arrasamento de Macau pelos chineses, tal como aconteceu em Liam Pó e em Chin-Cheu), preparava grandes somas de subornos para as autoridades chinesas, pretendendo com isto tentar afastá-las dos assuntos internos de Macau. Esta situação de subserviência e de fraqueza do lado de Macau só foi ultrapassado com as medidas impostas durante o mandato do Governador João Ferreira do Amaral (1846-1849), embora Macau continuasse a depender da China.
Devido à crescente prosperidade e importância de Macau, este estabelecimento comercial foi elevado a cidade em 1586 ou 1587, por decisão do Rei Filipe II de Espanha (e também D. Filipe I de Portugal), passando a ter o nome de Cidade do (Santo) Nome de Deus de Macau. Este monarca espanhol não tencionou enviar um Governador para a cidade, preferindo manter as coisas como elas se encontravam.

#### A "idade de ouro" de Macau e as relações luso-espanholas
Ironicamente, foi durante o período da Dominação espanhola a Portugal que Macau atingiu uma grande prosperidade, entrando numa sua "idade de ouro". Alguns historiadores apontam o período entre 1595 a 1602 como o apogeu da sua "idade de ouro". Neste período, Macau tornou-se numa das maiores e mais movimentadas cidades comerciais do Extremo-Oriente e serviu de entreposto para muitas rotas comerciais portuguesas e espanholas, principalmente para a lucrativa rota para o Japão. Naquela altura, os portugueses, embora cada vez mais dependentes do capital dos grandes mercadores chineses e japoneses e sofrendo também uma crescente concorrência holandesa, tinham exclusividade sobre esta rota porque o Japão não autorizava a entrada de outros navios estrangeiros. Esta rota, principalmente quando os Holandeses começaram a perturbar as rotas para Goa e Malaca, tornou-se numa das maiores fontes de rendimento para Macau e apoiou de um modo fulcral o comércio português nos mares da China.
Foi durante este período que a Igreja de São Paulo e muitas outras obras arquitectónicas, construídas maioritariamente segundo estilos arquitectónicos de inspiração europeia, foram concluídas, dando um forte toque de esplendor e de grandiosidade para a Cidade.
Durante este período, o Leal Senado soube evitar conflitos abertos com os mandarins, subornando-os com quantias significativas, e compromissos com os espanhóis, que desejavam acabar com o monopólio comercial que os portugueses gozavam na China (naquela altura, os navios portugueses, quando entravam em Cantão, pagavam dois terços menos que os outros navios da mesma tonelagem).
Os espanhóis, sediados em Manila, enviaram inclusivamente embaixadas para a China e o Japão, numa tentativa de acabar com a posição privilegiada dos portugueses mas, não conseguiram o que desejavam, devido parcialmente às acções pró-portuguesas dos jesuítas sediados nestes 2 países asiáticos. Aliás, os jesuítas estavam naquela época ao serviço do Império português, no âmbito do acordo do Padroado português.
As relações luso-espanholas eram caracterizadas mais pela desconfiança e rivalidade do que pela cooperação e união. Por exemplo, em 1589, o estabelecimento de uma rota comercial Macau-Acapulco irritou fortemente os espanhóis de Manila. Num outro exemplo, alguns espanhóis pretenderam inclusivamente que o Rei de Espanha (e de Portugal) concordasse e ordenasse a destruição de Macau, transferindo o comércio de prata e de seda entre o Japão e a China para Manila; tal proposta não foi porém posta em prática.
A par disto, o comércio entre Macau e Manila foi crescendo e sendo regularizado gradualmente, tornando-se também numa importante fonte de rendimentos para a Cidade do Nome de Deus.

#### Tentativas de invasão holandesa e as suas consequências
Macau, por ter uma importante posição estratégica, foi atacado por várias vezes pelos holandeses (inimigos de Espanha e simultaneamente os de Portugal devido à união destes dois países entre 1580 a 1640) que queriam controlar o comércio entre a Europa e o Extremo-Oriente. Estavam invejosos pelo monopólio que os portugueses gozavam.
O Rei Filipe III de Espanha, que estava em guerra com os holandeses, pôs um embargo aos barcos holandeses de comércio em todos os seus territórios (incluindo Portugal), por isso, estas embarcações dirigiram-se para o Oriente, causando muitos problemas para os portugueses instalados nesta região exótica e cheia de oportunidades de enriquecer. Em 1601, uma frota holandesa liderada pelo almirante Van Neck aparecia em Macau. Em 1603, barcos de guerra da Holanda bombardearam a Cidade; e nos anos de 1604 e 1607 vieram, respectivamente, as expedições liderados pelos almirantes Wybrand van Warwijck e Cornelis Matelieff de Jonge.
Estas tentativas de invasão holandesa obrigaram as autoridades portuguesas a levantarem um sistema defensivo para a Cidade. Mas, as autoridades chinesas impediram a todo o custo, através de ameaças, a fortificação de Macau, temendo um possível golpe de estado contra o Império chinês. Em 1614, o Imperador, através de um decreto, sancionou a construção de fortificações em Macau. Mas, apesar de tudo isto, os portugueses conseguiram construir as suas desejadas e necessárias fortificações, graças aos magníficos presentes oferecidos aos mandarins encarregues de vigiar a Cidade.
A tentativa mais famosa de invasão holandesa começou no dia 22 de Junho de 1622 por 800 soldados que desembarcaram na praia de Cacilhas. Avançaram com cautela para o centro da Cidade, sofrendo pesado bombardeio de canhões da Fortaleza do Monte. Após 2 dias de combate, no dia 24 de Junho, um padre jesuíta disparou um tiro de canhão e acertou com precisão um vagão carregado de pólvora pertencente aos holandesas, desconcertando as forças invasoras. É também neste dia que a pequena guarnição militar de Macau (composta aproximadamente por 200 soldados e por algumas fortalezas, nomeadamente a Fortaleza do Monte e a Fortaleza da Guia) derrotou as forças invasoras. Os holandeses, derrotados, jogaram-se ao mar na tentativa de alcançar os barcos. Muitos se afogaram e um dos barcos, superlotado, afundou-se. Dizem os registos portugueses que morreram algumas dezenas de portugueses e que morreram em combate ou afogados cerca de 350 holandeses. Para Macau, desprevenida, a vitória foi considerada um milagre. Após a vitória, os moradores de Macau passaram a comemorar o dia 24 de Junho, dia da vitória, como o Dia da Cidade. É também neste dia que comemora o São João Baptista, o Padroeiro da Cidade. Conta a lenda que pelo seu manto, foram desviados os tiros dos inimigos, salvando a Cidade dos invasores holandeses. Este dia é feriado público e comemorado todos os anos com grandes festas e alegria até 1999, data da transferência da soberania de Macau para a China. Após a transferência, este dia deixou de ser feriado público e virtualmente esquecido.
Após esta tentativa de invasão holandesa, as autoridades portuguesas, a partir de 1623, passou a enviar um Governador para Macau. Antes da sua chegada, esta pequena cidade era administrada e governada pelo Leal Senado. A pequena guarnição militar de Macau foi também reforçada.
Estas medidas revelaram uma maior preocupação e participação das autoridades portuguesas na administração e protecção desta longínquo e pequeno estabelecimento português. Mas, mesmo assim, o poder local, residido no Leal Senado, continuou a manter uma grande autonomia relativamente ao poder central metropolitano de Lisboa, representado em Macau pelo Governador, e continuou a exercer um papel fundamental na administração da Cidade. Por isso é que o Leal Senado e o Governador entravam muitas vezes em conflito, por causa de desentendimentos e do poder.

### Título concedido por D. João IV como recompensa

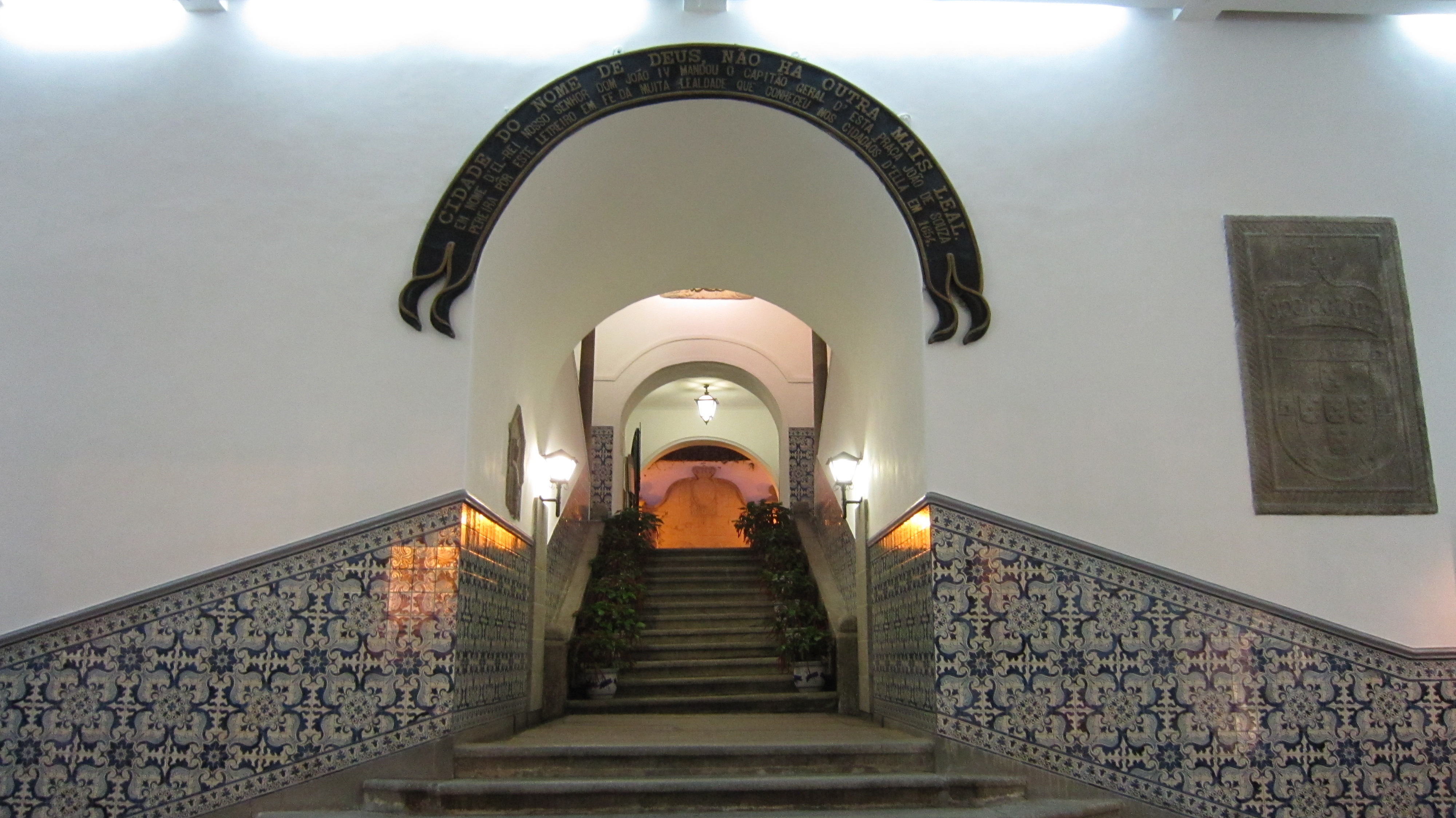
Dentro da entrada principal do Edifício do Leal Senado, encontra-se uma placa com o título Não Há Outra Mais Leal, concedido pelo Rei D. João IV à cidade de Macau em 1654.

Mas, mesmo que no período compreendido entre os anos de 1580 a 1640 Portugal fosse governado por um monarca espanhol, Macau continuou a içar lealmente a bandeira portuguesa. Por isso, o Rei D. João IV, depois de restaurar a independência e soberania de Portugal (1640), recompensou este acto de confiança e lealdade gratificando Macau, em 1654, com o título "Não há outra mais leal". A partir daí, o nome oficial da Cidade de Macau, durante a administração portuguesa, foi "Cidade do (Santo) Nome de Deus de Macau, Não há outra mais leal".

### O Declínio de Macau no séc. XVII
A partir dos meados do século XVII, a prosperidade de Macau começou a sofrer declínio, causado por vários factores e acontecimentos. Mas, mesmo assim, este estabelecimento comercial pedia raras vezes subsídios à sua metrópole (Portugal), e inclusivamente algumas vezes dando ajuda financeira às outras colónias portuguesas do Oriente. Quando Macau tinha problemas financeiros, o que ocorria com alguma frequência, ele pedia empréstimos aos outros países vizinhos ou aos ricos comerciantes do Extremo-Oriente.

#### O declínio de Portugal e a ascensão de outras potências europeias
O sistema comercial português centrado em Lisboa começou a sofrer um crescente declínio no século XVII, devido à elevada concorrência entre este e os outros sistemas desenvolvidos por outras potências europeias, nomeadamente a Inglaterra e a Holanda. Estas potências europeias, com grandes e poderosas frotas de navios mercantis e de guerra, atacavam o grande mas enfraquecido Império Português, ocupando e/ou saqueando as suas colónias e bases comerciais e interceptando muitas das suas rotas comerciais. No final, estas emergentes potências criaram, à custa do Império Português, os seus próprios impérios e asseguraram muitos mercados e rotas comerciais que outrora eram dominados exclusivamente pelos portugueses.
Os comerciantes de Macau, com o declínio do sistema comercial português, tiveram muitas vezes de cooperar com estas novas potências europeias, mais concretamente com a Companhia Holandesa das Índias Orientais e com a Companhia Inglesa das Índias Orientais.

#### A perda de Malaca, do comércio com o Japão e com Manila
O comércio lucrativo com o Japão começou a sofrer gradualmente mudanças já nos finais do século XVI. Em 1587, as autoridades japonesas começaram a implementar medidas de expulsão dos missionários católicos, que tornaram-se cada vez mais poderosos e influentes na região de Kyushu. Isto conduziu à perda do controlo destes sobre Nagasaki. Este acontecimento, aliando-se à proibição do Cristianismo pelas autoridades japonesas em 1614, contribuiu para que o comércio português no Japão fosse conduzido com dificuldades cada vez maiores. Em 1636, os portugueses foram transferidos de Nagasaki para o porto comercial secundário de Dejima.
Em 1638-1639, o xogum Tokugawa Iemitsu pôs em prática as políticas de exclusão do Japão, pretendendo protegê-lo de uma possível ocupação europeia, e ordenou impiedosamente a perseguição de todos os missionários, padres e de centenas de milhares de cristãos japoneses. Com isto, o comércio português com o Japão acabou abruptamente, afectando seriamente Macau, que entrou rapidamente em declínio económico. Os holandeses contribuíram também para o fim deste lucrativo comércio, fazendo com que as autoridades japonesas desconfiassem cada vez mais da actividade comercial dos portugueses e principalmente da actividade religiosa dos missionários católicos, acusados de serem a vanguarda de uma poderosa força invasora europeia e católica. Com os portugueses expulsos, um número reduzido de holandeses, que conquistaram a confiança das autoridades nipónicas, puderam frequentar o porto de Dejima, embora com muitas restrições, tornando-se nos únicos europeus que tinham autorização de comerciar com o Japão.
Em 1640, numa tentativa de restabelecer o lucrativo e importante comércio, os portugueses residentes de Macau decidiram enviar uma embaixada ao Japão mas, além de não conseguir o que desejavam, foi toda ela executada, por ordem do poderoso xogum Tokugawa.
Em 1641, mais um outro acontecimento afectou a economia decadente de Macau: os portugueses perderam Malaca a favor dos holandeses que já conquistaram várias possessões, zonas de influência e rotas comerciais portuguesas. A perda desta importante cidade e base comercial causou distúrbios e desvios da rota habitual efectuado entre Macau e Goa e uma diminuição do fornecimento de produtos comercializáveis com a China.
Em 1644, quando as Coroas de Portugal e de Espanha já estavam de novo separadas, o comércio com Manila e com os espanhóis sediados lá encerrou-se, causando mais problemas economico-financeiros para a Cidade de Macau. Só com o fim da rivalidade luso-espanhola que o comércio foi reactivado.

#### A crescente instabilidade no Império Chinês
A perda de vários mercados comerciais, embora muito prejudicial para Macau, não foi fatal para os comerciantes e habitantes da Cidade. A transição da dinastia chinesa Ming à dinastia manchu Qing, que durou vários anos, causou uma forte instabilidade no Império Chinês e tornou incertos os mercados internos da China e de todo o Sudeste Asiático, afectando fatalmente a actividade comercial dos residentes de Macau. A Cidade, além de viver na incerteza e do medo de ser arrasada ou ocupada pelas forças da nova dinastia imperial, viu-se, nos anos 40 do século XVII, também inundada de refugiados fugitivos dos terríveis Qings, esgotando os recursos de Macau e originando, devido também ao decrescente e instável fornecimento de alimentos pelos mercadores da China, fome nos anos 1640.
Só com o restabelecimento da paz imperial no sudeste da China é que o comércio de Macau pôde de novo prosperar. Os portugueses, não querendo que o estatuto de Macau fosse alterada pela nova dinastia imperial Qing e não querendo que a sua posição privilegiada acabe, enviou várias embaixadas a Pequim, estabelecendo relações diplomáticas amigáveis com os novos soberanos da China.

#### O fim do monopólio português no comércio com a China
Em 1685, apesar das sucessivas embaixadas portuguesas a Pequim, deu-se o fim do monopólio português no comércio com a China porque o Imperador chinês autorizou o comércio com todos os países estrangeiros em Cantão, pelo menos uma vez por ano durante a feira anual. Com isto, terminou-se assim a posição privilegiada dos portugueses no comércio com o Império Chinês, como os únicos e exclusivos intermediários no comércio China-Europa.
A partir desta data, Macau deixou de ser o entreposto exclusivo no comércio chinês, alterando assim o papel económico de Macau no comércio com a China. Mas, os mercadores europeus de outras nacionalidades, que passaram também a poder participar no comércio directo com a China a par dos Portugueses, passaram também a frequentar temporariamente e a usar Macau como entreposto comercial e intermediário neste lucrativo comércio. Isto porque, naquela época, os estrangeiros não podiam residir e movimentar-se livremente em Cantão, passando a ter que residir em Macau durante a maior parte do ano.
Com o aumento repentino da concorrência estrangeira no comércio com a China e com o declínio do sistema comercial português, os comerciantes sediados em Macau, para continuar com as suas actividades comerciais e com os seus lucros, tiveram que cooperar com maior frequência com os mercadores das novas e emergentes potências europeias, porque eram estas potências que detinham o controlo do comércio mundial centrado na Europa. Esta cooperação gerou por vezes uma certa dependência dos comerciantes de Macau a estas novas potências ocidentais.

### A ascensão do comércio intra-asiático (séc. XVII-XVIII)
Com a perda do comércio com o Japão, com a Manila e com outras localidades que outrora eram possessões portuguesas; e com a ascensão dos mercadores holandeses e mais tarde ingleses nos mares orientais, os comerciantes portugueses sediados em Macau tiveram de fazer vários ajustamentos nas suas rotas comerciais.
Tendo conhecimento do processo de declínio do sistema mundial comercial português e da falta de recursos por parte de Portugal de sustentar um intenso comércio a longo curso (isto é as viagens comerciais do Oriente à Europa), os comerciantes de Macau, não tendo escolha, tiveram que apostar muito no comércio intra-asiático, enquanto que o comércio a longo curso era maioritariamente dominado pelas novas potências europeias, como a Holanda e a Inglaterra.
Estes comerciantes sediados em Macau investiram, além de Goa e China, em vários mercados regionais asiáticos, como por exemplo Macassar, Solor, Flores, Timor, Vietname, Reino do Sião, Bengala, Calcutá, Banjarmasin e Batávia.
Com o tempo, as diversas e quase constantes adaptações às mutáveis realidades político-económicas dos diferentes mercados regionais asiáticos deram fruto. No século XVIII, o comércio intra-asiático tornou-se suficiente para criar uma nova e verdadeira classe proto-capitalista de empresários quer portugueses quer chineses sediados em Macau. Esta classe emergente incluía especificamente os compradores chineses e os principais armadores e capitães de comércio que aceitavam o elevado risco de navegar nos mares orientais e que sabiam adaptar-se às novas realidades da região.
Mas, mesmo assim, este comércio intra-asiático nunca conseguiu fazer regressar a prosperidade vivida em Macau proporcionada pelo comércio com o Japão. Muitas vezes, principalmente devido às políticas das autoridades chinesas que eram desfavoráveis aos interesses dos portugueses de Macau, como por exemplo a abertura de certos portos chineses ao comércio internacional, este comércio intra-asiático nem conseguiu contribuir totalmente para a subsistência do território. As autoridades de Macau, muitas vezes, vivendo num aflito estado de pobreza e miséria, tiveram de pedir avultados empréstimos aos outros países vizinhos ou aos ricos comerciantes do Extremo Oriente.

#### O comércio Solor-Timor-Macau
Este comércio, baseado essencialmente no fornecimento do valioso e muito procurado sândalo aos mercados chineses, prosperou-se nos anos 30 do século XVI, quando o comércio com o Japão era já conduzido com muitas e grandes dificuldades. Esta madeira aromática muito procurada na China era transportada de Timor e Solor para Macau, onde depois era vendida em Cantão. Este comércio, embora sob um enorme perigo e pressão intensa dos poderosos holandeses, obtinha enormes lucros, podendo estes serem acima dos 100% a 150%. Por isso, naquele período difícil para Macau, o comércio do sândalo tornou-se numa das principais fontes de rendimento para as autoridades da Cidade do Santo Nome de Deus.
Mas, com a fortaleza de Solor cercada em 1636 pelos holandeses, os navios mercantis de Macau que participavam no proveitoso comércio de sândalo passaram a dirigir-se somente para Timor, ainda sob jurisdição de Goa. Esta ilha fornecia escravos, mel e cavalos, além de sândalo. Mas, em meados do século XVIII, Macau, que era o principal parceiro comercial de Timor, abandonou o comércio com esta ilha, devido sobretudo às intermináveis revoltas internas. O comércio com Timor só foi reactivado com a pacificação da ilha.

#### O comércio Macassar-Macau
As viagens comerciais de Macau para Macassar, embora não tão lucrativas como o comércio de sândalo, baseava-se no comércio de especiarias de Macassar em troca de raíz da China e mercadorias de algodão. Este comércio prosperou-se após a queda de Malaca em 1641 e, segundo Charles Ralph Boxer, aumentou-se de tal modo que ameaçava o comércio holandês de especiarias no Oriente. Mas, com Macassar atacada e capturada por uma armada holandesa nos anos 1660 do século XVII, este comércio teve de acabar. Com o fim da rivalidade luso-holandesa, o comércio foi reactivado.

#### O comércio Vietname-Macau
Já antes do declínio do comércio português com o Japão, comerciantes portugueses já faziam viagens comerciais para Tonquim e Cochinchina (actual Vietname), embora estes tinham sido considerados como operações de segunda importância que serviam sobretudo para apoiar a missão jesuíta nestas terras asiáticas. Mas, devido à influência jesuíta nas cortes reais destes países, o comércio foi estimulado, principalmente na troca de prata por seda chinesa.  Foi apenas com as guerras e a instabilidade política no Vietname nos finais do século XVIII que o comércio cessou.

#### O comércio Batávia-Macau
Nos finais do século XVII, com a rivalidade luso-holandesa acabada há já algum tempo, os comerciantes portugueses, na falta de mercados, começaram a cooperar com a Companhia Holandesa das Índias Orientais, comerciando com Batávia (localizada em Java). Naquela época, a actividade comercial com esta colónia holandesa baseava-se sobretudo no envio de porcelana azul e branca produzida no Sul da China pelos mercadores portugueses e chineses de Macau.
O comércio com Batávia intensificou-se particularmente no período entre 1717 a 1727, quando as autoridades chinesas baniram o comércio externo. Os holandeses, que outrora compravam chá chinês em Cantão, passaram a fazê-lo exclusivamente em Macau. Durante este período, o chá era transportado pelos mercadores chineses para Macau através de juncos.

#### O comércio Banjarmasin-Macau
O comércio com Banjarmasin (localizado no Bornéu), baseado no transporte de pimenta a Macau, prosperou-se num curto espaço de tempo, nos finais do século XVII, mas também acabou abruptamente dois anos depois de o comércio se ter iniciado, devido a uma tentativa de massacre dos portugueses.

#### O comércio Bengala-Macau e Calcutá-Macau
Nos finais do século XVIII, os comerciantes de Macau começaram também a participar no comércio de ópio entre Bengala e China. Eles empenharam-se também muito no comércio com Calcutá, onde os comerciantes portugueses comerciavam especiarias, algodão e ópio, trocado por seda chinesa, chá e porcelana. Esta intensa actividade comercial com estas colónias do Império Britânico não era uma concorrência feita pelos comerciantes sediados em Macau à Companhia Inglesa das Índias Orientais, pelo contrário, eles cooperavam com esta poderosa companhia comercial inglesa para obter os lucros desejados.

### A enorme influência das autoridades chinesas sobre Macau
Além dos impostos chineses; da renda; das Portas do Cerco; do estatuto especial dos chineses de serem julgados, na sua última instância, pelos mandarins, segundo o Direito do Império Chinês; e do crescente supervisionamento chinês sobre Macau; as autoridades chinesas, por exemplo, impuseram também uma proibição, salvo casos excepcionais, à construção de habitações pelos portugueses para além das muralhas da Cidade de Macau, não podendo estes expandir a cidade para o Norte da Península de Macau e a Cidade não podendo ter um aumento populacional muito significativo. Elas, indo mais longe, imporam também que a construção de novas casas e fortificações dentro da Cidade tinha que ser previamente autorizada pelos mandarins encarregues de vigiar a Cidade.
As autoridades chinesas mandaram inclusivamente, em 1648, estabelecer um posto militar com 500 soldados na aldeia de Qianshan (chamado pelos portugueses de "Casa Branca"), muito próxima das Portas do Cerco, para vigiar a "Cidade do Santo Nome de Deus de Macau". Esta aldeia foi também local de habitação de um dos mandarins encarregues de supervisionar Macau.
Por várias vezes, as imposições e decisões feitas pelas autoridades chinesas para sancionar Macau causaram um grande êxodo da comunidade chinesa de Macau. Por esta razão, durante os primeiros séculos da existência da Cidade de Macau, o número da população chinesa era incerta e flutuava consideravelmente. Estas imposições e exigências, por vezes muito abusivas, traziam algumas vezes verdadeiras crises financeiras para as autoridades de Macau.
As restrições e imposições feitas pelas autoridades chinesas começaram a intensificar-se cada vez mais quando os Qings tornaram-se nos soberanos do Império Chinês, visto que eles sempre desconfiavam das acções e da influência estrangeira na China.
Três anos depois da abertura do porto de Cantão a todos os mercadores estrangeiros, em 1688, as autoridades chinesas, para melhor fiscalizar a recolha de impostos sobre certas mercadorias transportadas pelos navios mercantes ancorados no porto de Macau e sobretudo para controlar o acesso de navios estrangeiros a longo curso a Cantão, estabeleceram uma alfândega chinesa, o "Ho-pu", supervisionada por um mandarim. O Ho-pu tornou-se no símbolo da autoridade, poder e influência chinesa em Macau.
Em 1736, as autoridades chinesas, abusando cada vez mais do seu poder e da fraqueza dos portugueses radicados em Macau (nomeadamente os macaenses), impuseram em Macau um mandarim local com a designação de "tchó-t'óng" (ou Tso-tang), com o pretexto de coadjuvar os mandarins encarregues de supervisionar Macau e de tratar melhor dos assuntos dos habitantes chineses da cidade. Este mandarim residente no Norte da Península de Macau, passou só a exercer plena autoridade a partir de 1797.
O poder dos mandarins sobre Macau foi drasticamente reduzido só no século XIX, com o mandato do Governador de Macau João Ferreira do Amaral.

### Macau como posto avançado da Europa na China
Os europeus, como por exemplo os Ingleses, Holandeses, Franceses, Espanhóis, Dinamarqueses e Suecos, que participavam já há algum tempo no comércio com a China, começaram a formar pequenas mas abastadas comunidades em Macau, devido ao levantamento das restrições de comércio e residência aos estrangeiros pelas autoridades de Macau no ano de 1760. Após as isenções, Macau surgiu como a residência obrigatória ou paragem intermédia para todos os estrangeiros que participavam no comércio com a China através de Cantão. Isto fez com que muitas companhias comerciais europeias se estabelecessem em Macau, aumentando as receitas da Cidade. Em conclusão, Macau tornou-se assim no posto avançado da Europa na China. A Cidade prosperou-se com este estatuto e isto reflecte-se também na sua paisagem urbanística: começaram a aparecer novos e por vezes requintados edifícios, construídos segundo estilos arquitectónicos de inspiração europeia, na Cidade de Macau, nomeadamente na Praia Grande. Estes edifícios incluíam as residências de ricos mercadores e da aristocracia europeia.
Aliás, nesta época, as autoridades de Macau, que outrora dependiam sobretudo dos impostos pagos pelos comerciantes portugueses, passaram agora a depender também dos impostos pagos por estes ricos mercadores europeus. Para ampliar mais estas receitas, as autoridades de Macau, em 1784, criaram também a sua própria máquina alfandegária, cobrando direitos alfandegários sobre as mercadorias importadas e da ancoragem dos navios. Mas, a maior parte das receitas provenientes deste novo sistema alfandegário era remetido para os cofres estatais de Portugal.

### O equilíbrio do poder entre o Governador e o Leal Senado

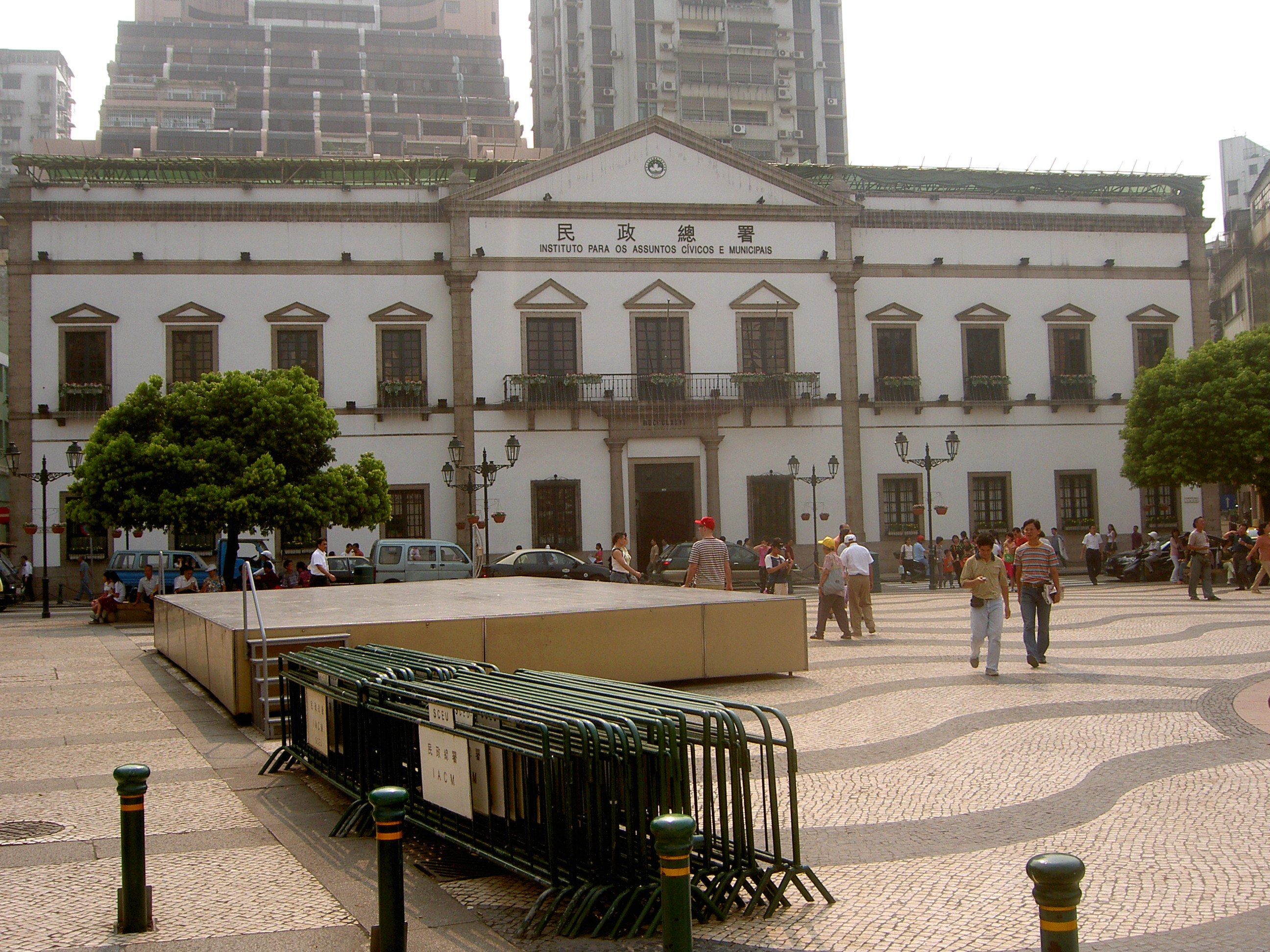
O Edifício do Leal Senado, lugar que albergou o Leal Senado desde 1784 até à data da sua extinção (1999). Actualmente, o Edifício, um monumento do Centro Histórico de Macau, alberga o Instituto dos Assuntos Cívicos e Municipais de Macau.

O Leal Senado, o símbolo da autoridade e do poder local, teve uma grande autonomia relativamente aos governos de Lisboa e Goa e foi o órgão governativo mais importante de Macau durante mais de dois séculos, desde da sua fundação até 1783. Apesar de o poder do Senado já ter sofrido uma diminuição significante devido às crescentes e abusivas restrições e imposições feitas pelas autoridades chinesas, foi a reforma interna levado a cabo durante o reinado da Rainha D. Maria I que restringiu os poderes e principalmente a autonomia do Senado.
Em 1783, através das providências reais (ou régias), a Rainha concedeu ao Governador de Macau poderes fundamentais e o direito de veto sobre as decisões do Senado, tendo o Governador obrigação e responsabilidade de vetar principalmente em todas as decisões que eram contrárias aos regulamentos, leis ou ordens vindas de Lisboa ou Goa. As providências ditaram que o Governador, com os poderes já ampliados e fortificados, tinha que intervir em todos os assuntos relacionados com a administração e governo de Macau. Antes da promulgação destas providências, o Governador era somente o comandante das forças militares portuguesas de Macau e não participava muito, salvo em algumas excepções, na administração da Cidade.
Se, porventura, estes dois órgãos governativos não conseguirem chegar a nenhum acordo sobre um determinado assunto, e se o caso for urgente, o Bispo de Macau e os cidadãos (portugueses) com direito de voto irão reunir-se e o assunto será resolvida com a maioria de votos. Em conclusão, a partir de 1783, o poder entre o Governador e o Leal Senado chegaram finalmente a um equilíbrio.

### Guerra Peninsular e Batalha da Boca do Tigre
No contexto da Guerra Peninsular (1807-1814), em Setembro de 1808 foi ocupada por tropas da força expedicionária sob o comando do contra-almirante William O'Brien Drury, comandante-chefe das Forças Navais Britânicas nos mares da Ásia, a pretexto de proteção contra a ameaça francesa. Esse efetivo foi reembarcado no final desse mesmo ano, por força da concentração de cerca de 80.000 homens do exército chinês diante das portas da cidade.
Em 1809, deu-se a célebre batalha naval da Boca do Tigre entre uma flotilha portuguesa de seis barcos e uma armada pirata chinesa com mais de 300 barcos. A flotilha portuguesa, embora em desvantagem numérica mas com superioridade no poder de fogo proporcionado pela artilharia, saiu vitoriosa e conseguiu manter o domínio português em Macau, que naquela altura foi seriamente ameaçado por estes piratas que atacavam frequentemente os navios mercantes locais.

### A ascensão de Hong-Kong e a perda da importância económica de Macau
A prosperidade e importância do porto de Macau foi reduzida drasticamente na Primeira Guerra de Ópio em 1841, quando Hong Kong se tornou no porto ocidental mais importante na China. A grande maioria dos membros das comunidades europeias não-portuguesa e até mesmo um grupo de macaenses e portugueses, bem como a grande maioria das companhias comerciais europeias, vendo uma boa parte do comércio efectuado em Macau a ser transferido para Hong-Kong, abandonaram rapidamente a Cidade de Santo Nome de Deus e foram fixar residência na nova e próspera colónia britânica, que se localiza a 60 km de Macau.
Embora Macau continue a albergar uma classe de comerciantes e de compradores (maioritariamente chineses) e embora o comércio nunca cessou de existir na Cidade, Macau deixou de ser o posto avançado da Europa na China, relegando a Cidade para um segundo plano de importância económica e comercial.

### Autoridade portuguesa consolidada pelo Governador Ferreira do Amaral

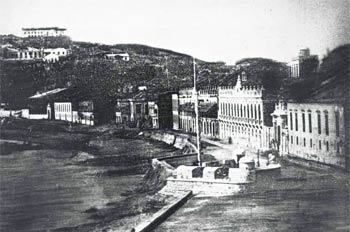
Uma das primeiras fotografias de Macau. Foi tirada em 1844 por Jules Itier.

No século XIX, Portugal, vendo a já evidenciada fraqueza do Império Chinês e crescente influência (e ameaça ao equilíbrio da região) britânica, começou a preocupar-se finalmente num maior reforço da soberania portuguesa em Macau e na definição das estruturas político-administrativas da Cidade para prevenir que Macau caísse nas mãos de outras potências europeias. Este desejo de Portugal foi concretizado no dia 20 de Setembro de 1844, com a promulgação de um Decreto real assinado pela Rainha D. Maria II. Este documento reafirmava que o Governador era o principal órgão político-administrativo da Cidade e não o Leal Senado, pondo oficialmente fim à autoridade local e esperanças de o Senado recuperar o seu estatuto e prestígio já perdidas em 1834, e ingressou finalmente Macau na organização administrativa ultramarina portuguesa, passando a formar uma província ultramarina autónoma conjunta com Timor e Solor, com sede em Macau e com o nome de "Província de Macau, Timor e Solor". Antes desta ingressão, Macau fazia parte do Estado Português da Índia.
Após o Decreto real de 1844, Portugal declarou a Cidade um porto franco no ano de 1845, através de um decreto real que mais tarde iria ser implementada pelo Governador João Ferreira do Amaral. Este  governador português, que iniciou o seu mandato em 1846, ordenou o fim do pagamento do aluguer anual e dos impostos chineses e, vendo a impossibilidade de recolher impostos e direitos alfandegárias (a maior receita da colónia) por Macau ser já um porto franco, ordenou o lançamento de novos impostos sobre os habitantes da Cidade, incluindo os chineses, e sobre os barcos ligeiros chineses, os faitiões. Isto levou a uma revolta chinesa que foi sufocada pelos militares portugueses.
O Governador ordenou inclusivamente a construção de uma estrada que visava conectar a Cidade amuralhada de Macau, que se localizava no Sul da Península, às "Portas do Cerco", um posto fronteiriço localizado no extremo-norte que separa a Península de Macau e a China Continental.
Amaral ordenou também a expulsão dos mandarins (funcionários chineses) de Macau e, pelo facto de Macau ser um porto franco (quer dizer, um porto sem alfândegas), ordenou finalmente a abolição, em 1849, do famoso Ho-pu (a alfândega chinesa), culminando assim o processo do reforço da soberania portuguesa. A partir desta data, o Governo de Macau passou a exercer também jurisdição última sobre todos os habitante chineses da Cidade de Macau e a lançar impostos sobre eles, terminando com o estatuto especial deles. Na implementação do decreto real de 1845, a alfândega portuguesa deixou também de existir.
Após os acontecimentos de 1783, de 1834, de 1844, o abalo definitivo do poder dos mandarins sobre Macau e a abolição da alfândega chinesa em 1849, o Governador de Macau, livre das autoridades local e chinesa, passou a ser a autoridade máxima de Macau.

### O Passaleão

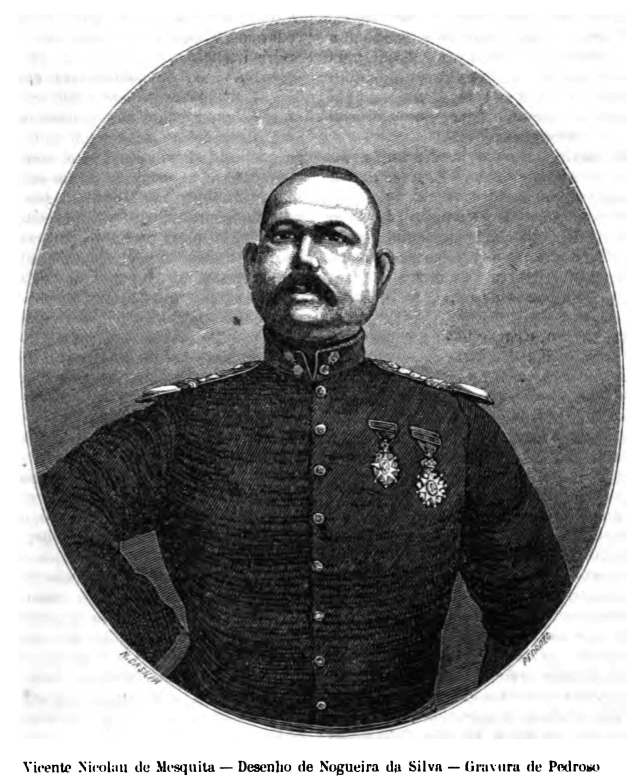
Coronel Vicente Nicolau de Mesquita, o herói da batalha de Passaleão.

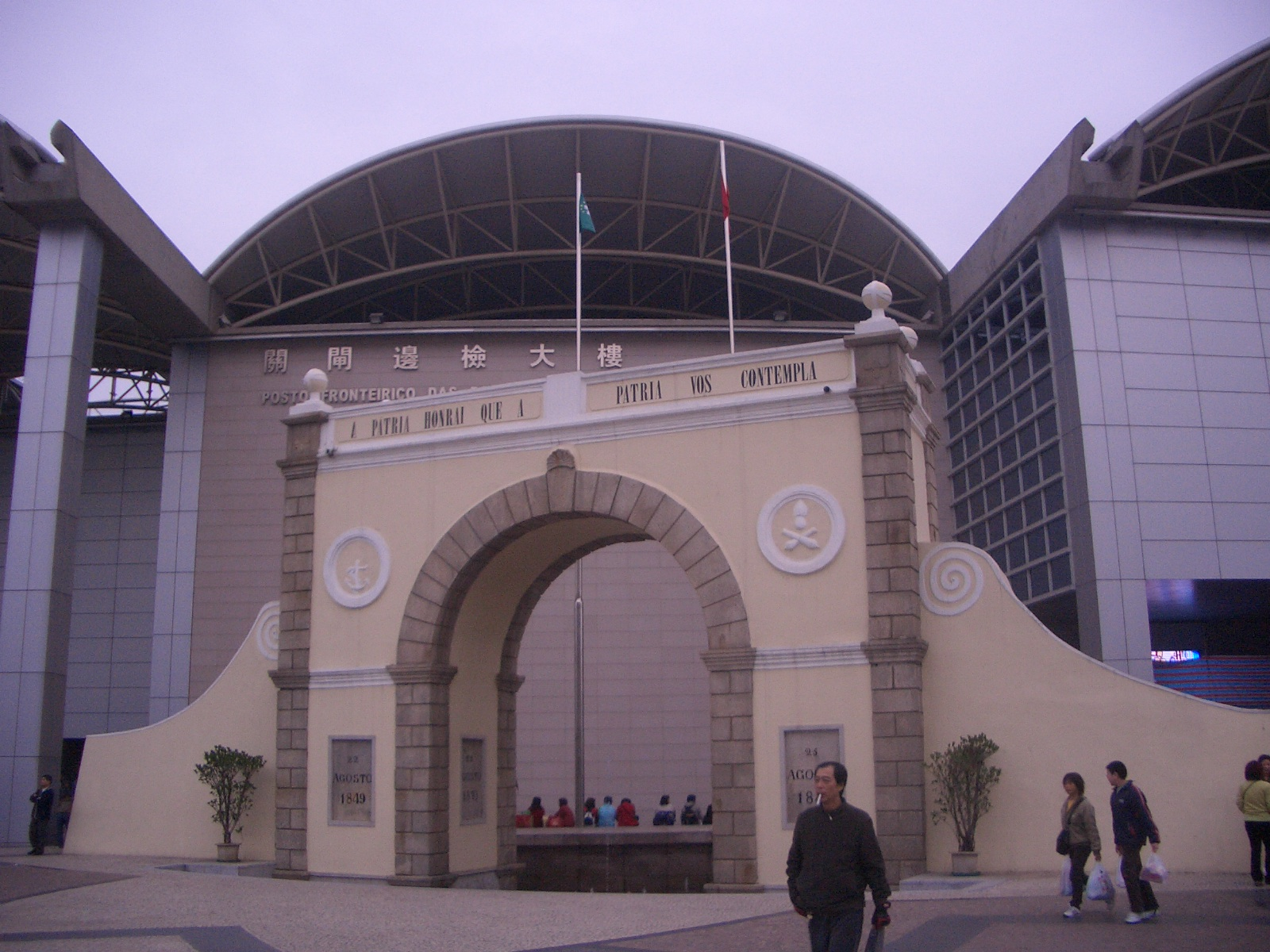
O Arco das Portas do Cerco (edifício de cor amarela).

O governador João Ferreira do Amaral pagou caro  o processo do reforço da soberania portuguesa sobre Macau: no dia 22 de Agosto de 1849,  foi assassinado perto das Portas do Cerco e os assassinos chineses cortaram-lhe a cabeça e o braço direito. A este assassínio, ordenado, segundo os rumores, pelo Vice-Rei de Cantão, seguiu-se um confronto militar entre os portugueses de Macau e as tropas imperiais chinesas. Os últimos, logo após o assassínio, começaram a concentrar-se dentro e em redor do forte chinês de Pak-Shan-Lan ou Baishaling (em português: Passaleão), que se localizava perto das Portas do Cerco. Segundo os cálculos dos vigias das fortalezas de Macau, havia naquele forte cerca de 500 soldados e nas elevações vizinhas mais de 1500 homens, com artilharia.
No dia 25 de Agosto de 1849, um jovem segundo-tenente macaense, Vicente Nicolau de Mesquita, propôs ao Conselho do Governo (que substituía o Governador) a ofensiva ao forte de Passaleão, cuja guarnição  começou a bombardear com os seus 20 canhões as Portas do Cerco, naquela altura guarnecida por apenas 120 soldados portugueses e 3 peças de artilharia. A situação era insuportável e muitos moradores de Macau previam até o fim do domínio português de Macau.
Foi neste ambiente caótico que Mesquita, recebendo a autorização e juntamente com 32 soldados voluntários, começou o ataque ao forte, bombardeando-o primeiro com uma peça de artilharia de montanha que apenas disparou uma vez (visto que aquela peça de artilharia ficou inutilizada com o recuo, após o primeiro e único tiro). O tiro disparado acertou no local do forte onde se encontravam mais soldados chineses, causando o pânico. Os 500 ocupantes do forte, confusos e com medo, foram desalojados pelos 32 corajosos soldados portugueses, liderados por Mesquita e apoiados também por 2 peças de artilharia de campanha e 2 canhões de uma canhoneira e de uma lorcha. Devido ao pânico e confusão instalados, as tropas chinesas do Passaleão e das suas vizinhanças retiraram-se imediatamente. Quando os portugueses regressaram vitoriosos, levaram consigo, num acto de vingança, a cabeça e a mão de um mandarim que ofereceu resistência.
Após o confronto do Passaleão, o Tso-tang foi transferido definitivamente para Chinsan ou Xiangshan (modernamente Zhongshan), uma terra chinesa vizinha de Macau, e o seu poder foi abalado para sempre. Após vários protestos, insistências e adiamentos, a cabeça e a braço direito de Amaral foram finalmente entregues em 16 de Janeiro de 1850. Só então é que o Governador pôde ter um funeral de Estado, sendo os seus restos mortais transladados para Lisboa.
Tanto Mesquita como Ferreira do Amaral conquistaram um lugar na História de Macau e de Portugal pelo seus atos heróicos e corajosos e pela sua determinação em reforçar e defender a soberania portuguesa sobre Macau. Mais tarde, Mesquita foi promovido a Coronel. Em 1871, o Governo de Macau inaugurou o Arco das Portas do Cerco, que fica próximo da fronteira entre Macau e a China, naquela altura ainda não oficialmente definida. Este arco foi construído com o objectivo de homenagear os feitos heróicos do Governador Ferreira do Amaral e do Coronel Mesquita, estando por isso gravados as datas do assassínio do Governador (22 de Agosto de 1849) e da batalha do Passaleão (25 de Agosto de 1849).
A Batalha do Passaleão foi, até ao momento, o único confronto sério entre o Sul da China e Macau. Foi apenas um confronto e não propriamente uma guerra principalmente porque quase que não houve mortes quer do lado português quer do lado chinês.

### O fracassado Tratado de Tianjin
Durante a segunda metade do século XIX, as principais potências europeias humilharam o já fraco Governo Imperial Chinês da Dinastia Qing, forçando-lhe a assinar os chamados Tratados Desiguais que defendiam somente os interesses das potências europeias, em detrimento dos interesses do Governo Chinês. Nestes tratados, o Governo Chinês era obrigado a abrir os seus portos comerciais, a aceitar a ocupação europeia em certas terras chinesas e aceitar a divisão da China em "áreas de influência" europeia (enfraquecendo o Governo Chinês).
Porventura aproveitando a situação, em 13 de Agosto de 1862, o Governador Isidoro Francisco Guimarães conseguiu que o governo chinês assinasse um tratado em Tianjin (ou Tientsin). Este tratado, composto por 54 artigos, reconhecia que Macau era uma colónia portuguesa. Mas, ele nunca foi ratificado visto que o Governador e Ministro plenipotenciário daquela época, José Rodrigues Coelho do Amaral, regressou a Macau, sem o ratificar, protestando contra as objecções dos delegados chineses relativamente à interpretação do artigo nono. Eles defendiam que Macau não podia deixar de ser considerado um território chinês, levantando uma azeda discussão com Coelho do Amaral, em Maio de 1864, quando este chegou a Tianjin para ratificar o tratado.

### Tratado de Amizade e Comércio Sino-Português de 1887
Só em 1887 é que Portugal, que queria há muitos anos estabelecer um tratado sobre Macau com a China, conseguiu firmar, mediante o apoio diplomático da Grã-Bretanha, o "Tratado de Amizade e Comércio Sino-Português", o qual reconhece e legitima a ocupação perpétua de Macau e das suas dependências pelos portugueses. Este tratado, também chamado de "Tratado de Amizade e Comércio entre a China e Portugal", foi assinado por Sun Xuwen, o representante da China, e pelo ministro plenipotenciário português Tomás de Sousa Rosa, que foi auxiliado por Pedro Nolasco da Silva. A delimitação das fronteiras ficou para depois, por meio de uma futura convenção especial.

### A economia de Macau na segunda metade do séc. XIX

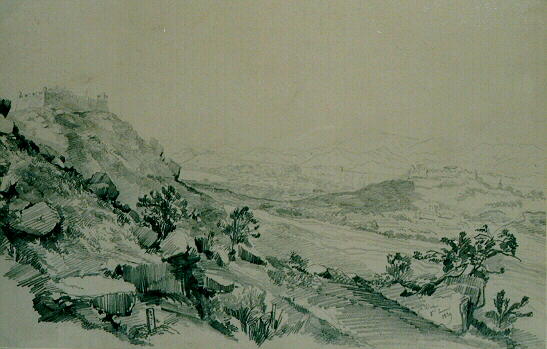
Vue générale de Macao, uma pintura do século XIX de Auguste Borget (1808-1877) sobre Macau.

Em 1847, o Governador Isidoro Francisco Guimarães, sabendo que Macau não tinha capacidade para competir com nascente colónia britânica de Hong-Kong, decidiu legalizar o sector do Jogo, que incluiu os casinos e outras modalidades de jogos de fortuna e azar. Com a legalização do sector do Jogo, que já existia clandestinamente na cidade, o Governo queria transformar a colónia num centro de férias, lazer e entretenimento para os habitantes e ricos comerciantes das vizinhanças. Este sector, devido sobretudo ao enorme gosto dos chineses pelo jogo, veio contribuir muito para a reanimação da economia e o desenvolvimento de Macau. Atualmente, ele continua a ser a atividade económica mais importante da região.
Para além do Jogo, Macau conseguiu recuperar também parte da sua antiga prosperidade, servindo-se de entreposto para o comércio dos cules e para o lucrativo comércio de chá. Foi também nesta época, na segunda metade do século XIX, que Macau experimentou uma industrialização inicial, devido ao desenvolvimento de infraestruturas de comunicação e de transportes e ao estabelecimento de várias fábricas e unidades de produção, nomeadamente as fábricas de chá, de fósforos, de pirotecnia (exs: panchões e foguetes pirotécnicos), de tabaco e de cimento. Mas a indústria de Macau só começou a experimentar um grande desenvolvimento e expansão a partir da década de 1970 do século XX.
O comércio dos cules, que teve o seu início em Macau nos finais da década de 40 do século XIX, consiste no fornecimento de trabalhadores chineses contratados para países que naquela altura necessitavam de mão-de-obra, como por exemplo Cuba e Peru. Eles viviam e trabalhavam em condições precárias, assemelhando-se a escravos. Este comércio, embora proporcionando uma nova prosperidade para o porto de Macau, trouxe sérios problemas sociais para a Cidade, como por exemplo a corrupção, a depressão moral e a necessidade de lidar com um grande número de cules repatriados ou que esperavam serem transportados para o seu novo local de trabalho. Aliás, embora os mercadores individuais de Macau também lucravam com esta atividade comercial, os maiores beneficiários deste comércio eram as empresas estrangeiras, cujo capital dominava o comércio, e os seus agentes. Foi por isso que o comércio dos cules teve o seu fim nos finais da década de 70 do século XIX.
Com o fim do comércio do chá e dos cules, Macau entrou novamente em declínio e o Governo de Macau, devido também às suas responsabilidades políticas e administrativas sobre Timor e Solor desde o ano de 1844, teve de procurar novas maneiras de obter receitas. Mesmo que Timor desmembrasse definitivamente da estrutura administrativa de Macau em 1896, o Governo de Macau teve também de apoiar financeiramente a colónia de Timor. A concessão de monopólio pelo Governo a empresas privadas confiadas por ele passou então a ser uma das maneiras privilegiadas de obter receitas estatais. Esta medida assegurava a continuidade do fornecimento estável e regular de receitas ao Governo, uma vez que as empresas que detinham monopólios sofriam geralmente pouca ou nenhuma concorrência e estavam obrigadas, para além dos impostos, a pagar uma quantia fixa anual ao Governo, independentemente das suas receitas. No século XIX, os monopólios mais notáveis e importantes eram o do sector do ópio.
Principalmente após o fim do comércio do chá e dos cules, ainda no século XIX, a economia de Macau passou a ser sustentada em grande parte pelo sector do Jogo, pela pesca e pelos vários monopólios concedidos pelo Governo (nomeadamente o do ópio). Mas isto não quer dizer que o comércio deixou de existir em Macau ou que ele deixou de ser importante para a colónia. A Cidade sempre albergou uma classe de compradores e comerciantes, na sua maioria chineses, que mantinham relações comerciais com várias localidades da China e do Sudeste Asiático e que faziam lucros essencialmente a partir da sua actividade intermediária de importar produtos e depois reexportá-los. Algumas destas actividades, como por exemplo a importação, venda e reexportação de petróleo e de ouro, foram inclusivamente monopolizadas pelo Governo e cujos direitos de monopólio concedidos depois para uma empresa privada confiada por ele.

### Expansão territorial

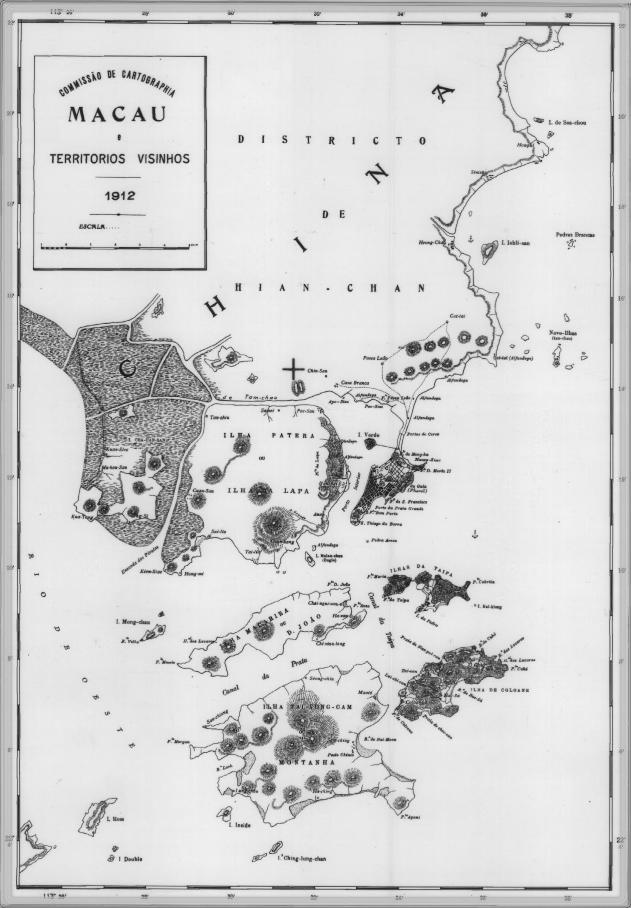
Mapa da Colónia Portuguesa de Macau (composta pela Península de Macau, ilhas da Taipa e de Coloane) emitida em 1912. A oeste dela localiza-se as ilhas de Lapa, Dom João e Montanha.

Na primeira metade do século XIX, os portugueses, que outrora só tinham permissão de habitar o Sul da Península de Macau, passaram também a exercer jurisdição sobre o Norte da Península (naquela altura ocupada pelos chineses). Queriam inclusivamente ocupar terrenos que se localizavam para além das Portas do Cerco, mas não conseguiram.
Em 1847, o Governador Ferreira do Amaral ordenou a construção de uma fortaleza na ilha da Taipa, destinada a proteger os habitantes e comerciantes chineses dos piratas e também para afirmar a presença portuguesa sobre a ilha. Em 1851, os portugueses assumiram o controlo de toda a Taipa. A ocupação da ilha de Coloane deu-se início em 1864. Quando os portugueses chegaram às ilhas da Taipa e de Coloane, os piratas chineses exerciam uma grande influência junto delas e aterrorizavam os seus habitantes. Os portugueses tiveram de combatê-los, sendo um dos confrontos mais célebres ocorrido em Coloane, no ano de 1910, onde os portugueses saíram vitoriosos.
Em 1890, os portugueses ocuparam oficialmente a Ilha Verde, que se localizava a 1 quilómetro a Oeste da Península de Macau. Devido aos aterros, esta ilha foi totalmente absorvida pela Península em 1923.
Em pleno século XIX, os portugueses começaram também a expandir a sua influência às ilhas de Lapa, Dom João e Montanha (adjacentes a Macau), oferecendo protecção e serviços (ex: educação) aos poucos chineses aí residentes em troca de impostos. Na altura, estas 3 ilhas já eram habitadas por missionários portugueses, sendo a ilha da Lapa habitada já nos finais do século XVII. Foram oficialmente ocupadas pelos portugueses em 1938, sob o pretexto de proteger os portugueses e missionários lá residentes. Mas, em plena Segunda Guerra Mundial, os portugueses foram expulsos em 1941 pelo Exército Imperial Japonês (não foi registado luta armada e mortes) que constantemente lançavam ameaças ao Governo da Colónia de Macau. Após a expulsão dos portugueses, os japoneses passaram a ocupar estas ilhas que eles desejavam. No final da Grande Guerra, com a derrota do Japão, os portugueses não conseguiram reocupar as ilhas de Lapa, D. João e Montanha, sendo elas restituídas à China.
No início do século XX, após as várias anexações, a Colónia de Macau (excluindo Lapa, D. João, Montanha e certas ilhas próximas que os portugueses reivindicavam soberania) tinha aproximadamente uma área de 11,6 Km2, distribuídos da seguinte maneira: Península de Macau, incluindo a Ilha Verde (3,4 Km2); Taipa (2,3 Km2); e Coloane (5,9 Km2).
Macau, não muito satisfeito com as anexações efectuadas, efectuou uma série de obras de aterro que continua actualmente. Na década de 1990, efectuou-se uma série de obras de aterro no estreito e pequeno istmo Taipa-Coloane, originando a Zona do Aterro de COTAI.
Estas obras fizeram com que a área de Macau aumentasse para mais do que o dobro, sendo, actualmente, a área da Região Administrativa Especial de Macau (RAEM) de 28,6 Km2, distribuídos da seguinte maneira: Península de Macau (9,3 Km2), Taipa (6,5 Km2), Coloane (7,6 Km2) e Zona do Aterro de COTAI (5,2 Km2).

### Segunda Guerra Mundial

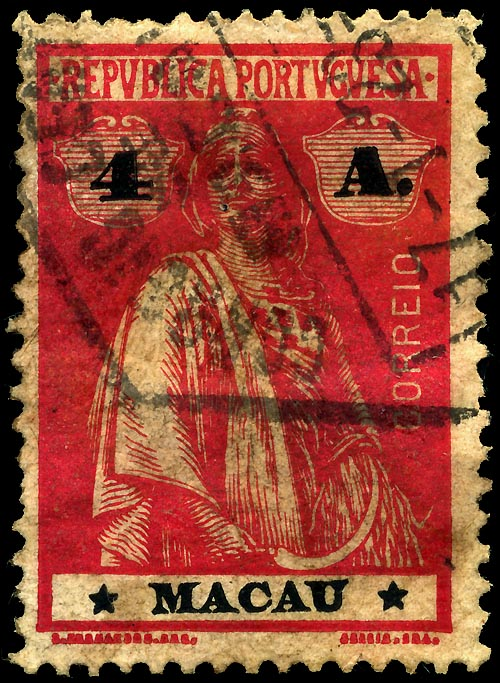
Um selo emitido em 1913 pelos Correios de Macau.

A população de Macau aumentou para o dobro na Segunda Guerra Mundial (1939-1945) devido à afluência de pessoas que fugiram à ocupação japonesa do sudeste asiático. A principal proveniência dos refugiados era das cidades vizinhas, como Cantão e Hong Kong. O Japão respeitou a neutralidade de Portugal, cujas posições geográficas estratégicas dos Açores e do continente enquanto extremo ocidental da Europa e respectivo acesso ao continente americano terão motivado esta decisão do Eixo.
Mesmo que os japoneses não tivessem intenção de ocupar Macau, eles não tardaram em estabelecer um poderoso consulado na Cidade. Este consulado, além das suas funções diplomáticas, servia também de centro de espionagem e de detenção de figuras chinesas antiocupação japonesa (muitas destas figuras fugiram da China para Macau). Os japoneses, ocupantes de todas as terras vizinhas de Macau (incluindo Hong Kong), conseguiram supervisionar a actividade político-administrativa de Macau, através do seu cônsul, Fukui Yasumitsu, que foi elevado à condição de conselheiro especial do Governador de Macau. Ainda assim, existia uma forte tensão entre o Governo de Macau e o Exército Japonês. Os portugueses temiam o assalto das tropas japonesas a Macau porque a Guarnição Militar não tinha capacidade de defender a colónia portuguesa. A actuação do Governador Gabriel Maurício Teixeira e de Pedro José Lobo, na altura chefe ou director da Repartição Central dos Serviços Económicos, foi fulcral para Macau manter-se relativamente intacta durante a Guerra.
Apesar da neutralidade de Macau, o porto de hidroaviões existente na altura foi bombardeado, tendo sido alegado erro acidental, e as ilhas de Lapa, Dom João e Montanha foram ocupadas pelo Exército Japonês. Para além disto, as principais consequências da Segunda Guerra Mundial em Macau foram apenas as ligadas à sobrepopulação e à falta de bens de importação, dos quais os alimentos eram os mais prementes, o que causou milhares de mortes. Após a Segunda Grande Guerra, a população de Macau começou a diminuir devido ao regresso de muitos refugiados chineses para as suas respectivas terras natais.
Porém, em 1946, Gabriel Maurício Teixeira foi afastado de Macau e, mais tarde, demitido do cargo de Governador de Macau, devido às fortes pressões exercidas pelas autoridades chinesas, que o acusavam de ter colaborado com os japoneses durante a Segunda Guerra Mundial.

#### Escassez de alimentos e Companhia Cooperativa de Macau
Durante a Segunda Guerra Mundial, o Governo de Macau teve que resolver o desesperante problema da escassez de alimentos e outros bens de primeira necessidade. Prevendo que Macau iria ter este problema, o Governo de Macau, representado pelo macaense Pedro José Lobo, procedeu à nacionalização de todos os bens alimentares existentes nos estabelecimentos e armazéns privados de Macau. Esta nacionalização consistia em comprar a preço de mercado todos os bens alimentares necessários, como arroz, cereais e latas de conserva, e guardá-los em armazéns governamentais criados para o efeito. Porém, esta solução não conseguiu livrar Macau da fome a longo prazo, visto que muitas pessoas, principalmente os refugiados, não conseguindo suportar os preços cada vez mais astronómicos dos bens alimentares, acabaram por recorrer e esvaziar estas reservas públicas.
Com o agravar do problema, o Governo de Macau teve que entregar aos japoneses tudo o que tinha de valor, incluindo navios, canhões e equipamentos de comunicação, em troca de bens alimentares. Assim, os japoneses conseguiram de facto controlar toda a actividade económica e comercial de Macau. Aliás, o coronel Sawa, um comandante da Kempeitai, era efectivamente o chefe sombra da Repartição Central dos Serviços Económicos, que era na altura liderada formalmente por Pedro Lobo.
Para gerir o comércio entre o Governo e os japoneses, estes últimos criaram a Companhia Cooperativa de Macau (CCM), que era uma empresa monopolista detida pelo Governo (33,3%), pelo exército japonês (33,3%) e por vários empresários ricos (33,3%), sendo que a maior parte deles eram oriundos de Hong Kong. Estes empresários, entre os quais se destacavam Sir Robert Ho Tung, conseguiram refugiar-se e transferir os seus negócios e bens para Macau, mesmo antes de Hong Kong ser ocupada pelos japoneses. Oficialmente, esta companhia monopolista era gerida por Pedro José Lobo, que era o delegado do Governo de Macau. Mas, de facto, ela é controlada pelos japoneses e servia os objectivos político-militares nipónicos de controlo da circulação dos bens de primeira necessidade em Macau.
Para além dos japoneses, a Companhia Cooperativa de Macau (CCM) satisfazia também os interesses dos seus acionistas empresários e dos especuladores, que conseguiram lucrar muito a curto prazo com a fome e falta de alimentos causada pela Guerra. Porém, o Governo de Macau, mais preocupado em manter a permissão japonesa da entrada de alimentos e em satisfazer as necessidades básicas da sua população, não importava que eles ganhassem muito dinheiro com isso. Contava-se que foi com este e outros negócios que Stanley Ho, que conseguiu uma posição de destaque na CCM por causa do seu tio-avô Robert Ho, e Pedro José Lobo enriqueceram.
Existiam porém em Macau vários empresários e contrabandistas que ousavam recusar e contornar o monopólio e racionamento impostos pela Companhia Cooperativa de Macau (CCM). Estes contrabandistas, entre os quais se destacavam a tríade/seita chinesa Siu Keng Siu (O Imortal) e o empresário macaense Fernando de Senna Fernandes Rodrigues (1895-1945), asseguravam a chegada regular a Macau de arroz e outros bens alimentares a preços mais baixos do que os praticados pela CCM. O Governo de Macau e Pedro José Lobo toleravam e fingiam não saber nada sobre o contrabando praticado por eles, que se destinava a alimentar os esfomeados de Macau que não suportavam os preços impostos pelo CCM.
Porém, as ações de Fernando Rodrigues foram demasiado ostensivas e notórias, pelo que ele foi advertido várias vezes pelos japoneses para abandonar o seu contrabando. Ele continuou a afirmar que os seus negócios eram legais e que só as autoridades portuguesas tinham direito a classificar as suas ações como contrabando. Chegou mesmo a espancar alguns oficiais japoneses. A 10 de Julho de 1945, Fernando Rodrigues foi assassinado à porta do Cemitério de São Miguel por um dos homens armados de Wong Kong Kit, o temível seitoso pró-japonês que obedecia as ordens do coronel Sawa. Depois da rendição do Japão (agosto de 1945), Wong Kong Kit, que tinha as suas casas defendidas por sacos de areia e metralhadoras pesadas, foi capturado e morto pelo comissário da polícia Voltaire de Morais, antes do seu julgamento nos tribunais de Macau.

### Incidente das Portas do Cerco
Em 1952, durante a governação de Joaquim Marques Esparteiro, teve lugar o Incidente das Portas do Cerco, que foi uma série de pequenos conflitos armados entre soldados portugueses e chineses nas Portas do Cerco, que era a fronteira terrestre entre Macau e a China continental. Naquela altura, esta fronteira ainda não estava bem definida, gerando assim confusões e disputas.
A causa principal deste Incidente não era as disputas territoriais e fronteiriças, mas sim o descontentamento crescente das autoridades chinesas face ao aumento do controlo, por parte do Governo de Macau, da circulação de mercadorias de Macau para a China continental. Naquela altura, a República Popular da China dependia de Macau para conseguir obter várias mercadorias e bens considerados estratégicos, tais como combustíveis, porque ela sofria de um embargo imposto pelas potências ocidentais e pela ONU. O Governo de Macau decidiu aumentar o controlo da circulação, porque foi pressionado e mandado pelo Governo de Portugal a fazê-lo, que por sua vez foi pressionado pelos Estados Unidos da América, que era um importante aliado de Portugal.
Este controlo de circulação tornou as relações entre Macau e a República Popular da China (RPC) muito tensas e os militares de ambos os lados começaram a confrontar-se, abrindo fogo e tornando as fronteiras muito perigosas. Exacerbada pela poderosa máquina chinesa de propaganda, esta situação confusa, marcada por várias ameaças e "incidentes" (pequenos conflitos armados), arrastou durante meses. Intensificou-se nos meses de Maio, Junho e principalmente em Julho, quando as autoridades chinesas impuseram unilateralmente um bloqueio às trocas comerciais e às comunicações terrestres, fluviais e marítimas. Este bloqueio causou uma grande falta de bens básicos, principalmente alimentares, em Macau.
Em Agosto, a administração portuguesa de Macau e as autoridades chinesas, após intensas negociações entre eles por meio de intermediários diplomáticos locais e das autoridades britânicas, conseguiram resolver o incidente. Estes intermediários diplomáticos eram membros da elite sino-macaense local, entre os quais se destacavam Ho Yin, Ma Man-kei e Pedro José Lobo. As autoridades chinesas exigiram um pedido de desculpas por parte dos portugueses, que foram dadas não-oficialmente por Pedro José Lobo, através de um pesar pessoal do mesmo. Este pesar pessoal foi aceite pelos chineses como suficiente. Assim, as autoridades portuguesas nunca precisaram de dar oficialmente desculpas pelo incidente, mas teve que pagar uma pequena indemnização às vítimas chinesas.
Com este Incidente, a RPC conseguiu impedir o aumento do controlo da circulação de bens entre Macau e a China e conseguiu também mostrar à administração portuguesa que a sua manutenção em Macau dependia fortemente da vontade dos dirigentes comunistas da RPC. Este Incidente também fez aumentar e consolidar o estatuto e a importância da elite macaense e chinesa, principalmente Pedro José Lobo, Ho Yin e Ma Man-kei. Depois deste Incidente, o Governo de Portugal conseguiu dos seus aliados ocidentais um regime especial para Macau nas suas transacções comerciais com a China, permitindo assim a Macau continuar a ser a porta de entrada de bens necessários e estratégicos mas proibidos para a China comunista.

### A economia de Macau até à Revolução dos Cravos
Nos princípios do século XX, a economia de Macau continuou, tal como em finais do século XIX, a ser basicamente sustentada pelo setor do Jogo, pela pesca, pelo comércio intermediário de importação-reexportação e pelos vários monopólios concedidos pelo Governo (nomeadamente o do ópio). Como já foi dito anteriormente, estes monopólios asseguravam a estabilidade orçamental do Governo, uma vez que as empresas que detinham os monopólios sofriam geralmente pouca ou nenhuma concorrência e estavam obrigadas, para além dos impostos, a pagar uma quantia fixa anual ao Governo, independentemente das suas receitas.

#### Monopólio do comércio de ouro: o substituto do monopólio do ópio
Durante o período da existência do monopólio do ópio, mais precisamente do processamento, embalagem e venda desta droga, ele era uma das maiores fontes de rendimento para o Governo de Macau. Mas, devido à crescente pressão e condenação internacional à produção, comércio e consumo de ópio, o comércio deste narcótico acabou por ser ilegalizado e declarado "extinto" pelas autoridades de Macau por decreto-lei nº 933 de 28 de Maio de 1946. Até 30 de Junho de 1947, todos os fumatórios de ópio foram encerrados por lei pelas autoridades de Macau.
Porém, a ilegalização do ópio não causou grandes prejuízos para a situação económica e financeira de Macau, já que este território beneficiava naquela altura de um novo negócio lucrativo, que era o comércio do ouro. O florescimento do comércio de ouro, que foi regulamentado em 1947, deveu-se ao facto de Macau não estar na altura abrangido nos Acordos de Bretton Woods (1944), que fixaram as taxas de câmbio e restringiram o comércio internacional de ouro. Estes acordos proibiram também a importação de ouro para uso individual e estipularam que cada onça troy de ouro custava legalmente 35 dólares americanos. Em consequência dos Acordos, rigorosas restrições foram estabelecidas pelo governo de Hong Kong e da China continental.
No entanto, como Portugal não incluiu Macau na sua lista de territórios dependentes, este pequeno território tornou-se assim num grande centro internacional de comércio não oficial (ou contrabando) de ouro. Assim, este negócio tornou-se numa das actividades económicas mais importantes de Macau, superando até o sector do Jogo em termos de receitas fiscais. O Governo de Macau aplicava alguns impostos, taxas e emolumentos ao ouro importado e à empresa concessionária que detinha o monopólio do comércio de ouro. Este ouro importado era oriundo de Hong Kong e de outras cidades asiáticas, como Banguecoque. Porém, o comércio interno e re-exportação de ouro não eram controlados nem taxados pelo Governo, pelo que qualquer um podia chegar a Macau, adquirir ouro e sair sem qualquer controlo.
Para facilitar o comércio, Pedro José Lobo criou a Macao Air Transport Company (MATCO), em 1948, juntamente com os fundadores da Cathay Pacific. Esta companhia aérea era a única que fazia a rota aérea Macau-Hong Kong e servia essencialmente para transportar o ouro de Hong Kong para Macau. Este ouro não podia ser comercializado directamente em Hong Kong, porque esta colónia britânica estava abrangida pelos Acordos de Bretton Woods. De 1953 a 1974, as leis de Hong Kong só permitiam o transbordo do ouro, por isso os empresários de Hong Kong relacionados com o comércio de ouro, bem como os interesses empresariais britânicos, franceses, suíços e americanos a eles associados, tiveram que usar Macau para "legalizar o [seu] negócio". Durante estas duas décadas, grande parte do ouro importado de Macau saía de Londres em voos da British Overseas Airways Corporation (BOAC) com destino a Hong Kong. Este transporte era feito em exclusivo por várias companhias inglesas e suíças, com delegações em Hong Kong. Chegado a Macau, uma parte deste ouro voltava para Hong Kong, outra parte ficava em Macau e o restante seguia para a China continental, onde a procura de ouro por parte dos consumidores era muito grande. Contava-se que, em Macau, os comerciantes podiam comprar ouro importado a 35 dólares por onça e vendê-lo na China continental por 50 dólares. Para passar as Portas do Cerco, alguns deles cosiam pequenas moedas de ouro às suas roupas ou no interior dos cintos. Outros transportavam o ouro no interior de vacas ou de canas de bambu. Para além da China continental, o ouro era também exportado para outros países da Ásia.
Durante todo este período, o comércio de ouro em Macau, mais concretamente da sua importação, esteve controlado por um grupo restrito de empresários, entre os quais se destacavam Ho Sin Hang, Cheng Yu Tung, Y. C. Liang, Ho Yin e Pedro José Lobo, que enriqueceram bastante com este negócio. Segundo vários autores, entre os quais Moisés Silva Fernandes, Pedro José Lobo e Ho Yin tiveram inicialmente o monopólio do comércio de ouro. Porém, nem todos os historiadores concordam que a concessão deste importante monopólio tenha sido atribuída a Pedro José Lobo. Além de ser empresário, este ilustre macaense controlava também a emissão e concessão de licenças de importação, porque ele era na altura o chefe da Repartição Central dos Serviços Económicos de Macau. Estas licenças eram necessárias para qualquer comerciante local poder legalmente importar ouro em barras, lingotes, lâminas ou outra forma, incluindo as moedas estrangeiras.
De 1963 a 1971, o monopólio do comércio de ouro foi concedido à firma "Wong On Hong", pertencente a vários empresários de Macau e de Hong Kong, entre os quais se destacava possivelmente Y. C. Liang. Porém, o historiador português Moisés Silva Fernandes defende que o empresário Y. C. Liang foi o detentor deste monopólio de 1963 a 1973. Constituída segundo os tradicionais usos e costumes chineses em 1963, esta empresa tinha uma morada exactamente igual à do cambista Seng Heng (actual Banco Seng Heng). De 1971 a 1973, este monopólio foi concedido à empresa "Wo On, Limitada" (em romanização: "Wo On K’ei Ip Iao Han Cong Si"), constituída em 1971 e formada maioritariamente por sócios residentes em Hong Kong. Cerca de 60% das suas acções pertenciam ao sócio e empresário honconguês Cheng Yu Tung, que ao longo dos anos foi assumindo o controlo efectivo do comércio local de ouro. Esta nova empresa tinha uma morada exactamente igual à do cambista Tai Fong (actual Banco Tai Fung), que era pertencente a vários empresários chineses, entre os quais se destacavam Ho Yin, Ma Man-kei e Ho Sin-hang (residente em Hong Kong e fundador do Hang Seng Bank). A empresa "Wo On, Limitada" foi criada porque os seus sócios fundadores quiseram, por unanimidade, transformar a firma "Wong On Hong", detida por eles, numa sociedade por quotas de responsabilidade limitada. Este gesto tinha por objectivo regularizar a sua situação empresarial.
O lucrativo comércio de ouro em Macau terminou em 1974, quando o Governo de Hong Kong anunciou o fim das restrições de importação e exportação de ouro. Esta decisão foi tomada porque, em 1971, os Estados Unidos da América declarou a inconvertibilidade do dólar americano, ditando o fim do sistema de câmbios fixos de Bretton Woods. Esta grande mudança levou o governo britânico a permitir, em 1972, a flutuação da sua moeda e o dólar de Hong Kong passou a estar indexado ao dólar americano, saindo assim da zona monetária da libra esterlina. Com a liberalização do mercado de Hong Kong, os grandes empresários honcongueses ligados ao comércio de ouro, representados em Macau pela empresa "Wo On, Limitada", deixaram de ter necessidade de legalizar os seus negócios via Macau. Por isso, esta empresa não solicitou a renovação da concessão do monopólio, marcando assim o fim do eixo comercial de ouro Hong Kong-Macau. A partir de 1975, o comércio do ouro deixou de ser relevante, não gerando assim receitas fiscais para o Governo.
Este comércio de ouro em Macau, associado a grandes transacções de divisas e muita especulação, contribuiu decisivamente para que Hong Kong se tornasse num dos principais centros financeiros internacionais, após a Segunda Guerra Mundial. Porém, é também preciso salientar que, sem as instituições financeiras e aeroportuárias de Hong Kong, não haveria qualquer comércio de ouro em Macau.

#### Monopólio do sector do Jogo
- Casas de jogo, lotarias e casinos

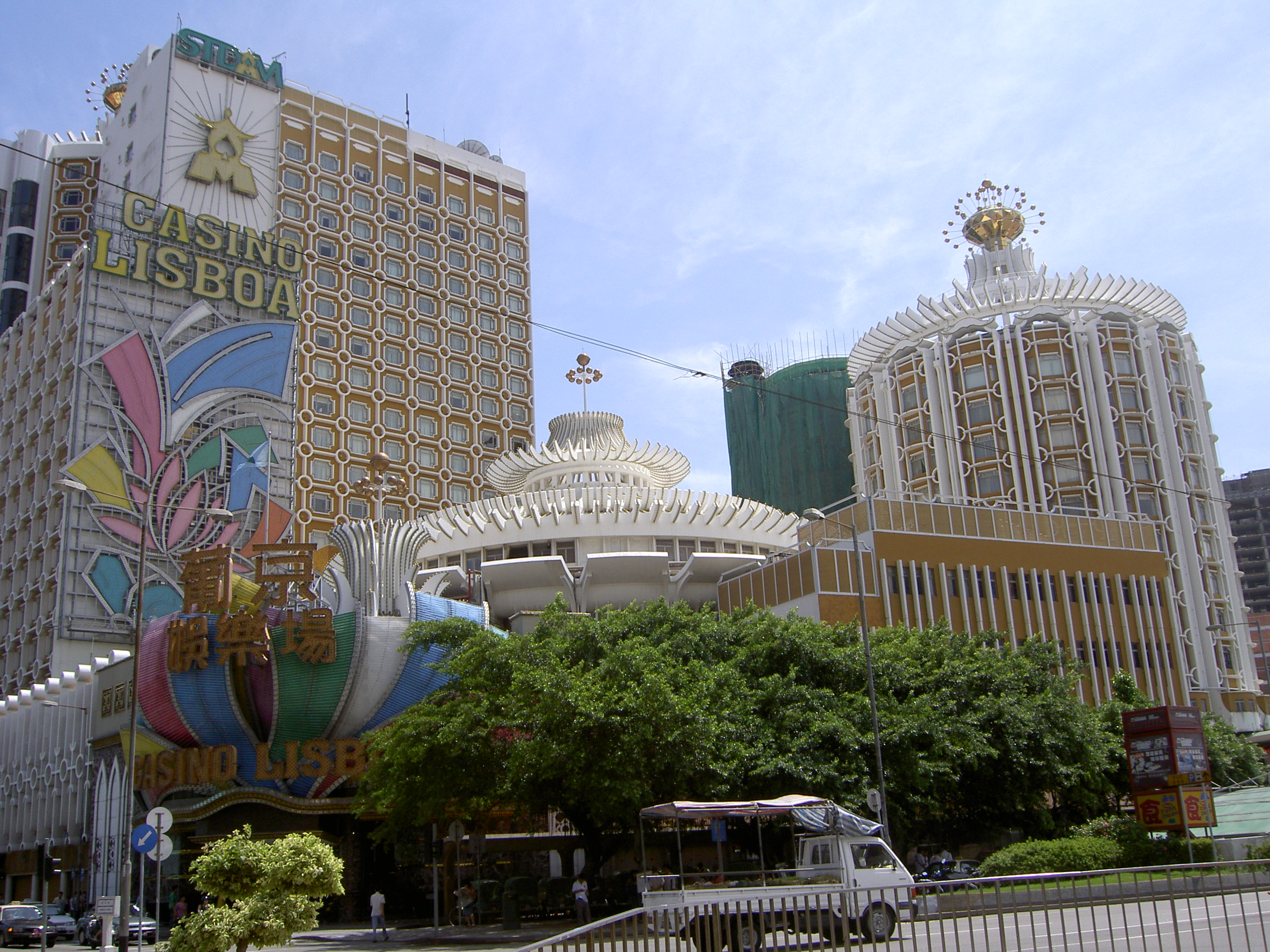
Hotel e Casino Lisboa de Macau, um dos maiores casinos de Macau e de Stanley Ho.

Como referido anteriormente, o setor dos jogos de fortuna e azar foi legalizado pelo Governo de Macau em 1847. Sobretudo devido ao enorme gosto dos chineses pelo jogo, já existiam na década de 50 do século XIX mais de 200 casas de jogo, onde predominavam o jogo chinês "fantan". Em finais do século XIX, os impostos provenientes do sector do jogo já eram uma das principais fontes de receita do Governo.
Em 1930, o Governo de Macau, para aumentar as suas receitas fiscais e desenvolver a economia de Macau, decidiu conceder pela primeira vez o monopólio do sector do Jogo à "Companhia Hou Heng", liderada por Fok Chi Ting. Esta companhia passou a poder operar todos os tipos de jogos de fortuna e azar permitidos por lei. Abriu, remodelou, inovou e explorou vários casinos, nomeadamente o do Hotel Central. Em 1937, a concessão deste monopólio foi atribuída à companhia "Tai Heng" (ou "Taixing" ou ainda "Tai Hing"), liderada por Fu Tak Iam (ou Fu Tak Iong) e Kou Ho Neng. Esta nova companhia introduziu o bacará e continuou a operar os tradicionais jogos chineses, tais como o "fantan", "p'ai kao" e "cussec", em casinos como o do Hotel Central.
Em Fevereiro de 1961, as autoridades portuguesas declararam Macau uma "região permanente de jogo", querendo isto dizer que os sectores do jogo e do turismo foram reconhecidos como essenciais para o desenvolvimento económico deste território. O Governador da altura, Jaime Silvério Marques, determinou que "qualquer jogo de resultado imprevisível e aleatoriamente gerado e cujo prémio depende da sorte do jogador, é designado de “jogo de fortuna ou azar”". Nesse mesmo ano, o prazo da concessão do monopólio à companhia "Tai Heng" terminou, mais concretamente no dia 31 de Dezembro de 1961. Foi organizado um concurso público para determinar a nova empresa concessionária e houve duas que se candidataram: a "Tai Heng" e a Sociedade de Turismo e Diversões de Macau (STDM). Neste concurso, a STDM saiu vencedora, podendo por isso explorar, em regime de monopólio/exclusivo, os casinos e a venda das lotarias "Pou", "Shan" e "Pacapio", a partir de 1962. A STDM era na altura uma companhia recém-formada por quatro empresários de Macau e de Hong Kong: Ip Hon (ou Yip Hon), Terry Ip Tak Lei, Stanley Ho Hung Sun e Henry Fok. Com o tempo, Stanley Ho foi tomando a posição dos outros sócios fundadores da liderança da STDM, tornando-se assim no homem forte da empresa e do sector local do jogo.
Em 1962, a STDM abriu o seu primeiro casino, o Casino Estoril. Em 1970, o Hotel e Casino Lisboa, muito maior do que o Casino Estoril, entrou em funcionamento, sendo considerado na altura o maior complexo turístico da STDM e de Macau. Centrado neste casino e noutras infra-estruturas criadas por ela, a STDM conseguiu explorar melhor as potencialidade do sector do jogo, tornando Macau num grande centro turístico. Nos seus casinos, mais de uma dezena de modalidades de jogos eram exploradas, incluindo o "fantan", o "bacará", o "craps", o "cussec", o "black jack" e as máquinas de jogos.
Em 1986, a sua licença para a exploração em exclusivo no sector de jogo foi renovada por 15 anos. Em 1998, a "Sociedade de Lotarias e Apostas Mútuas de Macau, Limitada" (SLOT), uma subsidiária da STDM, começou a explorar as apostas em jogos de futebol, que mais tarde foi alargada a outros desportos. Em 2001, o seu monopólio de quatro décadas chegou ao fim, devido à decisão do Governo da Região Administrativa Especial de Macau de liberalizar parcialmente o sector do jogo, através da concessão de três licenças de jogo. A STDM, através da sua nova subsidiária para o sector do jogo, a Sociedade de Jogos de Macau (SJM), conseguiu obter uma destas licenças, emitidas em 2002.
- Corridas de cavalos e de galgos

Possivelmente, as corridas de cavalos já tinham surgido em Macau em 1842. Porém, as corridas de maior dimensão só apareceram em 1927 e eram organizadas pela companhia "Club Internacional de Recreio e Corridas de Macau, Limitada", que detinha o monopólio deste negócio. Também em 1927, esta companhia inaugurou o hipódromo da Areia Preta, que actualmente já não existe. Em 1932, as apostas nas corridas de galgos foram introduzidas pela companhia "Macau Dog Racing Club" (ou Clube Canino de Macau), fundada por um grupo de empresários americanos e chineses, entre os quais se destacava Fan Che Pang. Em 1940, esta empresa construiu o Canídromo, também conhecido pelos chineses por "Yat Yuen". Porém, as corridas de cavalos e de galgos foram suspensas em 1942, em consequência da Segunda Guerra Mundial, porque a maior parte dos apostadores eram provenientes de Hong Kong, que foi ocupada pelos japoneses em 1941.
Em Agosto de 1961, o monopólio das corridas de galgos foi concedido a um chinês de nacionalidade indonesiana, Cheung Kuan Pau (ou The Kun Pha), que se comprometeu a reorganizar estas corridas já suspensas há muitos anos. Porém, em Abril de 1962, a concessão deste monopólio foi atribuída a uma nova empresa, a "Macau Greyhound Company Limited", oriunda de Hong Kong. Esta concessão foi comprada em Fevereiro de 1963 pela "Yat Yuen Canine Club", cujo principal accionista e director era Ho Yin. Esta companhia, também chamada de "Companhia de Corridas de Galgos Macau (Yat Yuen)", entrou oficialmente em funções em Agosto de 1963. Após a morte de Ho Yin em 1983, a "Yat Yuen" sofreu uma profunda remodelação, passando a STDM a ser a sua maior accionista. No dia 23 de Novembro de 1985, o Governo de Macau assinou um novo contrato de concessão com a "Yat Yuen".
As corridas de cavalos, suspensas há muitos anos, foram novamente organizadas, sob a modalidade de corridas de cavalo a trote, pelo "Macau Trotting Club", fundado por Ip Hon (ou Yip Hon) em 1980. Mas, estas corridas não conseguiram atrair muitos apostadores, gerando por isso pouco lucro. Devido a este facto, as corridas foram suspensas em 1988. Nesse mesmo ano, o "Macau Trotting Club" foi adquirido pela "Jenn Woei Investing Development Co. Ltd.", uma empresa de Taiwan que mandou nivelar o terreno do hipódromo da Taipa, introduzindo assim as corridas de cavalo em terreno plano. A primeira corrida deste tipo teve lugar no mês de Setembro de 1989. O "Macau Trotting Club" mudou de nome, passando a chamar-se de "Macau Jockey Club". Em 1991, esta companhia, enfrentando várias dificuldades financeiras, foi finalmente adquirida pela STDM, que retomou as corridas de cavalos já em Fevereiro desse mesmo ano.

#### Grande Prémio de Macau
Em 1954, a Cidade organizou pela primeira vez o Grande Prémio de Macau que consiste numa série de espectaculares corridas de automóveis e motociclos, desde a corrida dos carros clássicos, passando pelos Super-Cars até à Fórmula 3 (a mais esperada). O Grande Prémio, que dura quatro dias, tornou-se numa atracção turística importante de Macau e a Cidade continua a organizá-la anualmente em Novembro. Desde o ano de 1954, os melhores pilotos do mundo são convidados a participar num dos circuitos mais emocionantes e perigosos do Mundo. Trata-se de um circuito que percorre o meio da cidade, intercalando longas rectas (Porto Exterior) com as sinuosas curvas do monte da Guia. A curva do Hotel e Casino Lisboa de Macau é o local onde mais acidentes são registados.

### Motim "1-2-3" e as suas consequências
Em 1966, os residentes chineses tentaram obter uma licença para a construção de uma escola privada na ilha da Taipa. Os residentes, na impossibilidade de obter uma licença de construção, começaram, ilegalmente, a edificação da escola. No dia 15 de Novembro de 1966, a polícia da Cidade  prendeu violentamente os responsáveis da escola, os operários de construção, os residentes chineses aí presentes e os jornalistas. Depois deste acontecimento, a imprensa chinesa e associações pró-comunistas começaram a atacar em força o Governo, não permitindo que o "incidente" da Taipa fosse esquecido.
Foi crescendo a constestação e o sentimento de revolta dentro da comunidade chinesa, influenciada profundamente pela Revolução Cultural de Mao Tse-tung. No dia 3 de Dezembro de 1966 ocorreu em Macau um célebre motim popular levantado por chineses pró-comunistas que estavam descontentes com as formas violentas de repressão aos opositores da administração de Macau, principalmente chineses, adoptadas pela polícia de Macau. Este acontecimento é vulgarmente chamado de Motim "1-2-3", referindo-se ao dia que ocorreu o motim popular. Este motim foi participado também por muitos professores e estudantes chineses. Neste dia de protestos, houve 11 mortos e cerca de 200 feridos e foi necessário a mobilização de soldados para controlar a situação.
Após o motim ser controlado pelos soldados, a tensão em Macau não desvaneceu, mas piorou ainda mais, embora não havendo mais manifestações. Algumas famílias portuguesas, amendontradas, começaram a preparar-se para abandonar a Cidade e emigrarem-se para Portugal ou para Hong-Kong. Face a este clima de tensão, o Governo de Macau pensou mesmo em abandonar Macau e entregá-la simplesmente à República Popular da China, mas ela rejeitou esta transferência imediata. Este clima tenso foi acentuado ainda mais no dia 16 de Janeiro de 1967, quando a comunidade chinesa, impaciente, adoptou a Política dos 3 Nãos:
- não entregar impostos;
- não prestar serviços ao Governo, incluindo o abastecimento de água e electricidade;
- não vender produtos aos portugueses.

Após cerca de 2 meses de tensão, pressão, confusão e medo, o Governo de Macau e as autoridades da República Popular da China, que tornaram-se nos representantes da comunidade chinesa local, chegaram finalmente a acordo no dia 29 de Janeiro de 1967, culminando com o pedido de desculpas feito pelo Governo de Macau para a comunidade chinesa. Este acordo fez com que Portugal renunciasse a sua ocupação perpétua a Macau e reconhecesse o poder e o controlo de facto dos chineses sobre Macau, marcando o princípio do fim do período colonial desta cidade. Este acordo proibiu também o Governo de Macau de dar apoio e asilo político aos nacionalistas do Kuomintang.
Com este motim, as autoridades da República Popular da China mostraram à administração portuguesa que a sua sobrevivência e presença em Macau dependia da vontade e dos interesses da RPC. Na sequência destes acontecimentos, a autoridade da elite chinesa pró-Pequim, liderada por Ho Yin, foi mais uma vez reconhecida pelo Governo de Macau.
Esta versão mencionada do incidente é uma das mais aceites, mas, porém, existem outras versões e relatos sobre este célebre motim. Após estes acontecimentos, os chineses nunca mais levantaram nenhum motim e Macau passou a viver um período de calma e de coexistência entre a comunidade portuguesa, macaense e chinesa.

### Da Revolução dos Cravos à transferência da soberania de Macau

#### Mudanças políticas
Depois da Revolução dos Cravos em 1974, Portugal declarou a independência imediata de todas as suas províncias ultramarinas. A China rejeitou esta transferência imediata, tendo apelado para o estabelecimento de negociações que permitissem uma transferência harmoniosa. A diferença entre o sistema capitalista de Macau e o comunista da China continental poderá estar na base desta decisão. Com o decorrer das negociações, o estatuto de Macau redefiniu-se para "território chinês sob administração portuguesa" e a transferência foi agendada para a data de 20 de Dezembro de 1999, através do documento "Declaração Conjunta Sino-Portuguesa sobre a Questão de Macau" (assinado no dia 13 de Abril de 1987), depositada nas Nações Unidas e entretanto publicada no Boletim Oficial de Macau a 7 de Junho de 1988, onde se estabeleciam uma série de compromissos entre os dois países para Macau, entre os quais a garantia de uma grande autonomia futura e a conservação das especificidades da RAEM durante 50 anos.
A data escolhida permitia, entre outras coisas, prolongar a presença portuguesa no Oriente, transformando Portugal na última nação Ocidental a retirar as suas possessões da China, fazer a transferência de Macau pouco depois da de Hong Kong e que foi usada pela China como forma de retaliação ao Reino Unido devido à suavidade com que as negociações e transferência de Macau foram conseguídas, por contraste com a de Hong Kong e readquirir o controle de todos os territórios chineses que estiveram sob domínio ocidental antes do início do século XXI.
Antes da transferência de Macau e Hong Kong, a China fez uma série de alterações económicas no sentido de se aproximar do sistema capitalista e abrir-se ao comércio internacional. Aquando da transferência a China redefinira a sua imagem segundo o slogan "um país, dois sistemas". Este permite que algumas regiões chinesas, incluindo Macau, possuam uma grande autonomia e continuidade do seu modo de vida, estando apenas limitadas no que se refere às suas relações exteriores e à defesa, situação idêntica, de resto, à que tinham aquando da administração portuguesa.
Para preparar Macau para a transferência de soberania, Portugal, a par das negociações com a China, incentivou o Governo de Macau a fazer muitas reformas, entre as quais a reestruturação do sistema político-administrativo de Macau, a desmilitarização da Cidade e a promoção da participação da população (quer portuguesa quer chinesa quer qualquer etnia) na administração de Macau. A Guarnição Militar Portuguesa retirou-se de Macau no ano de 1975 com a extinção do seu órgão de comando, o Comando Territorial Independente de Macau (CTIM). As forças de segurança e os militares que quiseram ficar em Macau foram depois incorporados nas Forças de Segurança de Macau (FSM). O Governo de Macau promulgou, em 1976, o Estatuto Orgânico de Macau (EOM), com vista em criar um novo modelo político, rompendo assim com o velho modelo altamente colonial (centrado no Governador) vigente naquela altura. Nesse mesmo ano, em consequência com a aprovação do EOM, a Assembleia Legislativa de Macau, o órgão legislador da cidade, sofreu grandes remodelações. É responsável de fazer leis e tem o poder de questionar o Governador, e após a transferência (1999), o Chefe do Executivo.

#### Mudanças económico-financeiras
A economia de Macau alargou-se e desenvolveu-se notavelmente, principalmente nos finais dos anos 1980 e 90 do século XX. Ela evoluiu-se de uma economia essencialmente baseada no sector do Jogo e nos vários monopólios estatais para uma economia de serviços e mais orientada para a exportação. Para que isto aconteça, enquanto que as actividades económicas tradicionais (ex: a pesca) começaram a cessar, o sector terciário, nomeadamente o financeiro e o bancário, e a indústria de valor acrescentado orientado para a exportação, como por exemplo a indústria dos têxteis, do vestuário, dos plásticos e dos brinquedos, desenvolveram-se e amadureceram bastante. Mas, com a progressiva abertura económica da China e com a transformação deste grande país na "fábrica do mundo", as empresas industriais de Macau começaram a transferir as suas fábricas e unidades de produção para a China, onde a mão-de-obra é mais barata.
Por isso, Macau passou a investir mais no desenvolvimento, no amadurecimento, na constante actualização e na internacionalização do sector terciário, procurando com este meio assumir-se como centro financeiro internacional e de serviços comerciais da região, bem como a porta estratégica para a China, um país que apresenta inúmeras oportunidades de enriquecer e que no futuro irá tornar-se numa das maiores ou até na maior potência do mundo. Por esta razão, Macau estreitou a sua cooperação, nomeadamente em termos económicos, com a região do Delta do Rio das Pérolas, especialmente com a sua vizinha Zona Económica Especial de Zhuhai.
Para atingir o seu objectivo e sustentar a sua própria economia, Macau teve de criar um regime fiscal favorável ao investimento e um clima de confiança. Teve também de investir e reforçar as suas infraestruturas, planeando e concretizando nos anos 1990 vários projectos-chaves, como por exemplo o Aeroporto Internacional de Macau, o porto de águas profundas de Ká-Hó (Coloane), o novo Terminal Marítimo e Heliporto de Macau, e a Ponte da Amizade (a segunda ponte que faz a ligação entre a Península de Macau e a ilha da Taipa). O Governo de Macau defendeu também a necessidade de modernizar, actualizar e diversificar as actividades económicas do Território.
Mas, mesmo com estes progressos e desenvolvimentos, Macau não conseguiu eliminar a sua forte dependência às receitas derivadas do Jogo e de outros direitos de concessão. Ironicamente, Macau tornou-se ainda mais dependente do sector do Jogo a partir de 2001, quando ele foi liberalizado parcialmente, trazendo, juntamente com o turismo e com a forte entrada de capitais estrangeiros a Macau, um novo e jamais visto crescimento económico.

### A transferência de soberania
A transferência da soberania de Macau entre Portugal e a China aconteceu nos primeiros momentos da madrugada do dia 20 de Dezembro de 1999, como estava previsto através da Declaração Conjunta, após muitos anos de negociações e de preparações. Tendo acontecido dois anos após a transferência de soberania de Hong Kong, foi um processo mais suave que o de Hong Kong, não tendo havido confrontos políticos de nota entre os dois governos durante as negociações diplomáticas, nem distúrbios sociais, ao contrário de Hong Kong, cuja população possui uma tradição mais reivindicativa e participativa.

## Região Administrativa Especial de Macau(1999- )

Bandeira da Região Administrativa Especial de Macau

Após a transferência de soberania, Macau tornou-se uma Região Administrativa Especial (RAE) da República Popular da China, actuando sobre o princípio de "um país, dois sistemas" e seguindo os compromissos estabelecidos por Portugal e China durante a ratificação da "Declaração Conjunta Sino-Portuguesa sobre a Questão de Macau". Esta RAE passou a ser chefiada pelo Chefe do Executivo de Macau, substituindo o cargo de "Governador de Macau", que foi abolido em 1999, logo após a transferência de soberania. A Lei Básica da Região Administrativa Especial de Macau, promulgada pelo Congresso Nacional Popular da China no ano de 1993, é o actual texto constitucional do sistema jurídico da RAEM.
Após a transferência, Macau foi novamente militarizada, não por tropas portuguesas, mas por tropas do Exército de Libertação Popular da República Popular da China. O novo Governo da RAEM aboliu logo os 2 municípios (Concelho de Macau e o Concelho das Ilhas). Em sua substituição, o Governo criou um novo órgão administrativo, o Instituto para os Assuntos Cívicos e Municipais (IACM), e que está subordinado à Secretaria da Administração e Justiça. As freguesias de Macau mantiveram-se como divisões regionais e simbólicas e ainda oficialmente aceite pelo novo Governo.
O primeiro Chefe do Executivo de Macau foi Edmund Ho Hau-wah, um famoso homem de negócios e filho de Ho Yin, um célebre e já falecido líder da comunidade chinesa local. Em 20 de Setembro de 2004, Edmund Ho foi novamente nomeado como Chefe do Executivo da RAEM. Em 20 de Dezembro de 2009, Edmund Ho, depois de cumprir os seus dois mandatos, foi substituído por Fernando Chui Sai-on. Em 20 de Dezembro de 2019, após dois mandatos completos, Chui Sai-on foi substituído por Ho Iat-seng.

### O novo combate à criminalidade
Durante a administração portuguesa, a criminalidade não conseguía ser controlada e era um risco sério para o turismo, por isso, logo após a formação do novo Governo da Região Administrativa Especial de Macau (RAEM), ele decidiu combater ferozmente contra o crime, principalmente os crimes organizados pelas Tríades. O novo Governo conseguiu atingir os seus objectivos no combate ao crime, com o número de crimes a baixar imenso, principalmente a criminalidade violenta que desceu 70% no ano 2000 e outros 45% no ano 2001. Macau tornou-se muito mais seguro e isto trouxe de novo confiança aos turistas.
Em 2006, a criminalidade, principalmente a não-organizada, voltou a aumentar de novo, registando-se mais crimes contra a vida em sociedade, embora menos crimes violentos.

### Fim do monopólio do jogo e acentuado crescimento económico

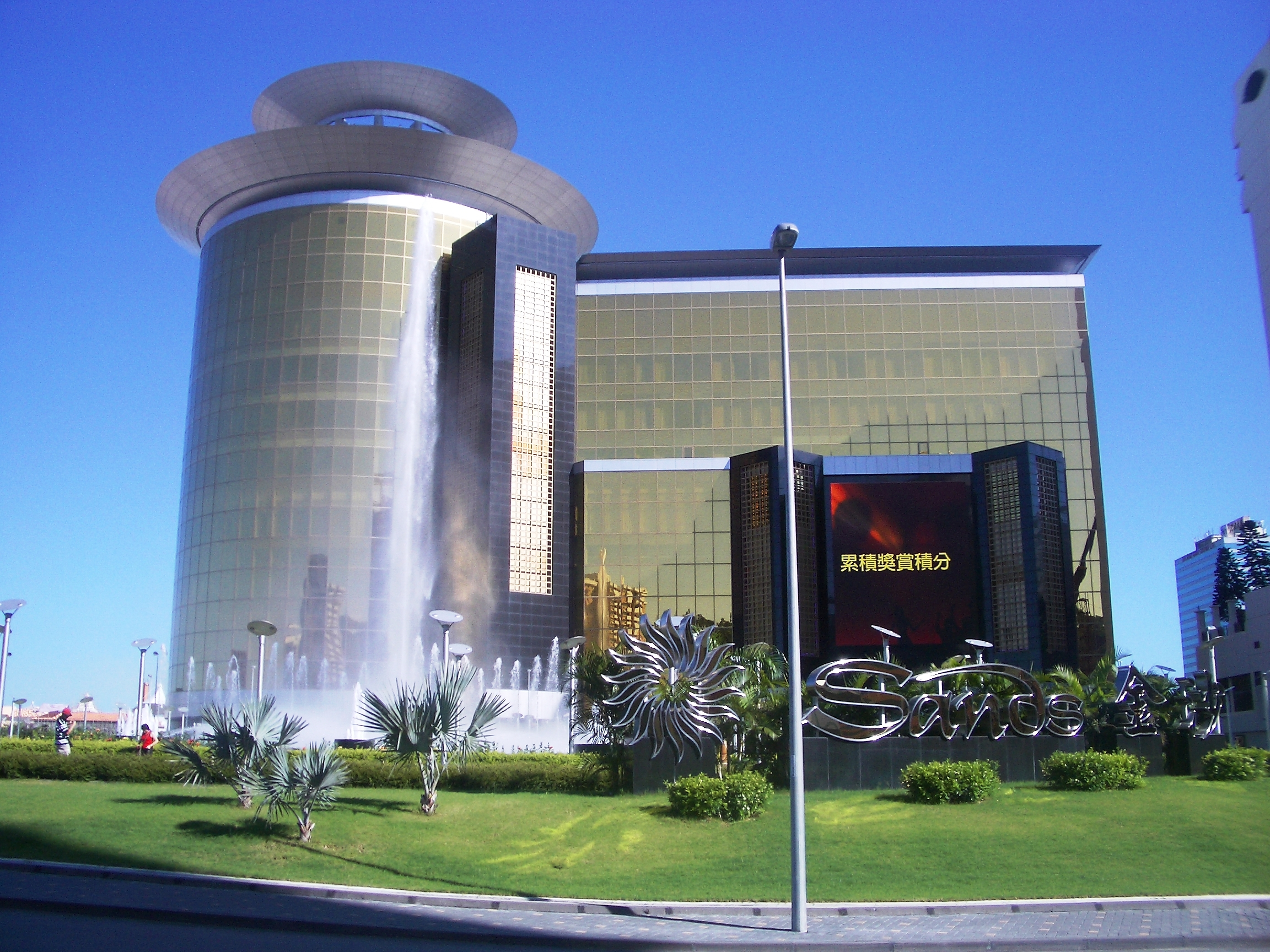
Casino norte-americano "Sands", um dos maiores casinos de Macau e da Ásia. Abriu as portas após o fim do monopólio da STDM no sector do Jogo.

Em 2001, deu-se o fim do monopólio no sector do jogo, que a Sociedade de Turismo e Diversões de Macau (STDM) gozava desde 1962. Em 2002, o Governo da RAEM decidiu liberalizar parcialmente o sector do jogo, através da atribuição de três licenças de concessão, com o objectivo de gerar uma nova dinâmica na indústria do jogo e em toda a economia de Macau, fortemente alicerçada no sector dos serviços, nomeadamente o turismo e o jogo. Esta liberalização permitiu a entrada regulada de novos competidores, alguns deles norte-americanos, para este sector. Assim, mediante um concurso público e em conformidade com a Lei n.° 16/2001 e o Regulamento Administrativo n.° 26/2001, as três licenças ou contratos de concessão foram atribuídos à "Galaxy Casino, S.A." (Galaxy), à "Wynn Resorts (Macau) S.A." (Wynn) e à "Sociedade de Jogos de Macau" (SJM), uma subsidiária da STDM. Devido a uma alteração posterior dos contratos, foi permitido às três empresas concessionárias criar uma subconcessão para cada uma delas, duplicando assim o número de operadores no sector. Assim, em Dezembro de 2002, a "Venetian Macau S.A." (Venetian) foi autorizada a explorar jogos de fortuna ou azar em Macau, mediante uma subconcessão da Galaxy. Na sequência disso, no dia 20 de Abril de 2005, a SJM assinou um contrato de subconcessão com a "MGM Grand Paradise, S.A.". Por fim, no dia 8 de Setembro de 2006, a Wynn assinou também um contrato de subconcessão com a "Melco PBL Jogos (Macau), S.A." (Melco PBL). Assim, existe actualmente em Macau seis operadores no sector do jogo, que são obrigados a pagar ao Governo um imposto especial de 35% sobre as suas receitas brutas geradas pela exploração do jogo.
Esta liberalização causou, e continua a causar, um grande e acelerado crescimento económico para Macau e contribuiu ainda para a internacionalização do tecido empresarial e a transformação de Macau numa economia mais competitiva. Os sectores imobiliário e hoteleiro foram inundados também por investimentos estrangeiros, o que causou uma forte expansão e prosperidade destes sectores.
O setor de turismo registou um grande desenvolvimento e o número de visitantes entrados em Macau aumentou substancialmente devido aos esforços do Governo e sobretudo também à política de concessão de vistos individuais de viagem para os residentes da China Continental ao abrigo do CEPA (Acordo de Estreitamento das Relações Económicas e Comerciais entre o Continente Chinês e Macau). Após esta diminuição gradual destas restrições de viagem por parte do Governo Central Popular de Pequim, os chineses já podem viajar livremente para outros países e regiões, principalmente para Macau e Hong-Kong.
Em 2005, as somas envolvidas no jogo de casinos em Macau equivaleram pela primeira vez as de Las Vegas (cada uma cerca de 5,6 mil milhões de dólares americanos), tornando Macau no principal centro mundial da indústria do jogo de casinos. O PIB de Macau, em 2006, é de 14,4 mil milhões de dólares americanos. O PIB per capita, no ano de 2006, era de 28853 dólares americanos.
Por um lado, este enorme crescimento económico jamais visto anteriormente em Macau trouxe muitos benefícios para a região, mas por outro lado, ele causou também novos e grandes problemas sociais, entre os quais a subida vertiginosa e rápida dos preços dos imobiliários e a inflação galopante, que afectam muitos residentes de Macau. Um número significativo de residentes, principalmente aqueles que pertencem à classe trabalhadora, acham que a sua qualidade de vida diminuiu, devido à subida drástica dos preços dos imobiliários, da renda habitacional e dos produtos. Em geral, o aumento de salários não consegue acompanhar o aumento galopante da inflação.

### Centro Histórico de Macau

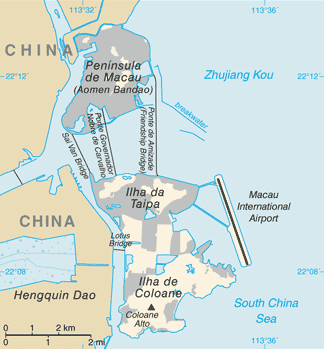
Mapa actual da Região Administrativa Especial de Macau.

No dia 15 de Julho de 2005, o Centro Histórico de Macau foi inscrito na Lista do Património Mundial da Humanidade da UNESCO e designado como o 31º sítio do Património Mundial da China. Após a inclusão, houve grandes comemorações em Macau.

### Caso de corrupção de Ao Man Long
No dia 6 de Dezembro de 2006, Ao Man Long, o então Secretário para os Transportes e Obras Públicas, foi detido, por ter cooperado em casos de corrupção e em actividades financeiras ilegais. Foi imediatamente exonerado pelo Governo de Pequim. Segundo a investigação do Comissariado Contra A Corrupção (CCAC), Ao tinha bens avaliados em 800 milhões de patacas.
Este escândalo político causou um grande abalo no Governo da RAEM e levou com que a sociedade de Macau desconfiasse ainda mais o Governo, levando-o ao descrédito. Durante semanas, na Assembleia Legislativa, alguns deputados criticaram, com base no caso Ao Man Long, o Governo, a sua transparência e o já antiquado sistema de concessão de terrenos. Segundo a opinião de muitos, este sistema cheio de lacunas e defeitos contribuiu e ajudou muito Ao Man Long em cometer crimes de corrupção. Existiam também rumores na sociedade que dizem que existe mais envolvidos, até o próprio Chefe do Executivo, neste grande caso de corrupção.
No dia 30 de Janeiro de 2008, Ao Man Long foi condenado pelo Tribunal de Última Instância da RAEM a uma pena em cúmulo jurídico de 27 anos de prisão por 57 crimes.

### Protestos em 2007

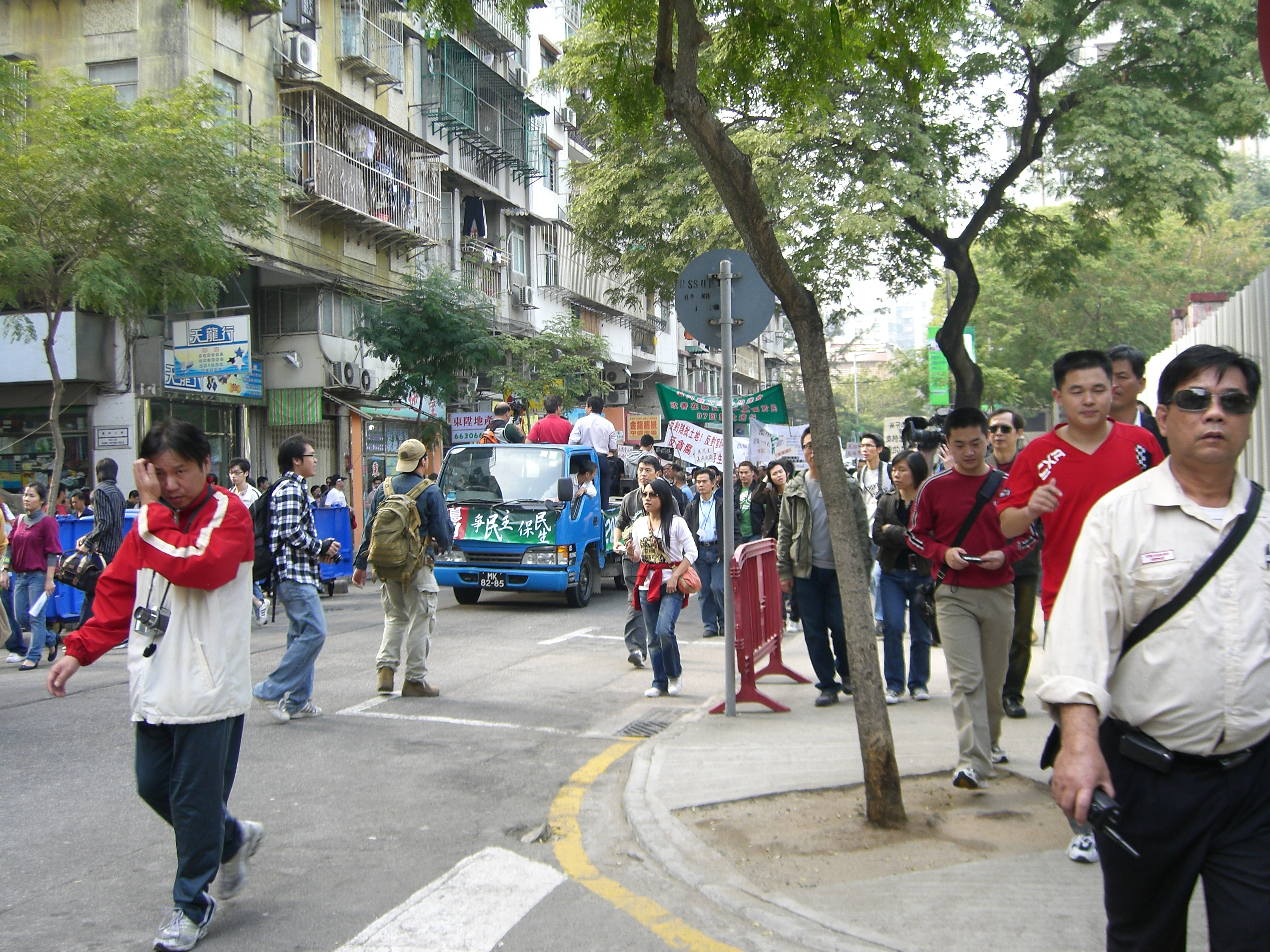
Uma manifestação de protesto, decorrida no dia 20 de Dezembro de 2007.

No dia 1 de Maio de 2007, ocorreu em Macau uma das maiores manifestações antigovernamentais desde a fundação da RAEM. Este tipo de manifestação popular, participada pela primeira vez por funcionários públicos, representa o cada vez maior impasse político entre o Governo, considerado por muitos como incompetente e corrupto (reflectido no caso Ao Man Long), e os excluídos do desenvolvimento emergente de Macau (que representa uma grande parte da população). Ocorreram atos de violência policial nesta manifestação por os manifestantes tentarem forçar uma alteração do percurso previamente estabelecido pela polícia. Um polícia disparou inclusivamente tiros de pistola ao ar e um desses tiros atingiu uma pessoa que não estava a participar na manifestação, causando uma grande polémica na sociedade de Macau.
A 20 de Dezembro de 2007, quando Macau celebrou os oito anos de aniversário do estabelecimento da RAEM, ocorreram mais protestos. Nestes últimos protestos, cerca de 1500 a 3500 pessoas saíram às ruas para reclamarem  um sistema político mais democrático, exigindo ao Governo a implementação total do sufrágio universal directo nas eleições para a Assembleia Legislativa de Macau e para o Chefe do Executivo de Macau. Lutavam também por uma maior transparência do Governo, uma maior independência das receitas do jogo e a introdução de medidas para a diminuição do fosso entre ricos e pobres.

### Desqualificação de candidatos nas eleições legislativas de 2021
Pela primeira vez desde o estabelecimento da Região Administrativa Especial de Macau (20 de Dezembro de 1999), em Julho de 2021, a Comissão de Assuntos Eleitorais da Assembleia Legislativa (CAEAL), de acordo com a Lei Eleitoral, desqualificou 21 candidatos de 6 listas do sufrágio directo, "por não serem fiéis a Macau ou não defenderem a Lei Básica."
Três listas pró-democracia foram totalmente excluídas, com um total de 15 candidatos, que estavam de alguma forma ligados à Associação Novo Macau. Estas três listas eram: a Associação do Novo Progresso de Macau, liderado por Sulu Sou Ka Hou (deputado na legislatura de 2017-2021); a Associação Próspero Macau Democrático, liderado por Scott Chiang e secundado por António Ng Kuok Cheong (deputado entre 1992 e 2021); e a Associação do Progresso de Novo Macau, liderada por Paul Chan Wai Chi (deputado entre 2009-2013). Os outros candidatos excluídos eram Cloee Chao e Lei Man Chao, da lista "Novos Jogos de Macau" (defensora dos trabalhadores do sector do Jogo); Lee Sio Kuan e Kuong Kai Nang, da lista "Ou Mun Kong I"; e Tommy Lo e Wu Shaohong, da lista "Macau Vitória".
O Tribunal de Última Instância (TUI) pronunciou-se a favor da decisão da CAEAL de excluir as três listas pró-democracia de participarem das eleições legislativas de 2021, por serem infiéis a Macau e não defenderem a Lei Básica. As evidências eram a participação de candidatos excluídos "em actividades de apoio incompatíveis com a Lei Básica, ou que provam que são infiéis à RAEM." Estas actividades estavam relacionadas com o "4 de Junho", a "Carta Constitucional 08" e a “Revolução de Jasmim”. Nestas actividades, foram defendidas reformas democráticas na China e o derrube do Governo Central e do Partido Comunista da China, cuja liderança no governo nacional em Pequim passou, em 2018, a ser explicitamente protegida pela Constituição da República Popular da China (Artigo 1.º).